# 피에몬테주
피에몬테주(이탈리아어: Regione Piemonte, 피에몬테어·오크어: Piemont, 프랑스어: Piémont 피에몽[*])는 이탈리아의 북서부에 자리한 주이다. 면적은 25,400 km2, 인구는 약 420만 명으로, 주도는 토리노이다.

## 역사
피에몬테는 타우리족과 살라시족과 같은 켈트계 - 리구리아족에 의해 초기 역사적 시대에 거주했다. 그들은 나중에 아우구스타 타우리노룸(토리노)과 에포레디아(이브레아)를 포함한 여러 식민지를 건설한 로마인(기원전 220년경)에 의해 정복되었다. 서로마제국이 멸망한 후 이 지역은 부르고뉴, 동고트 (5세기), 동로마, 롬바르드 (6세기), 프랑크 (773년)의 침략을 받았다.
9-10세기에 마자르족, 사라센족, 이슬람 무어인의 추가 침략이 있었다. 당시 피에몬테는 신성 로마 제국 내 이탈리아 왕국의 일부로 여러 변경백과 백국으로 세분화되었다.
1046년 사보이아가의 오도네가 토리노 변경백국의 상속녀 수사의 아델라이데와 결혼하면서 피에몬테를 사보이아 백국에 추가하였다. 아스티와 알레산드리아의 강력한 코무네(지방자치체)와 살루초 변경백국과 몬페라토 변경백국의 후작과 같은 다른 지역은 독립적으로 유지되었다. 사보이아 백국은 1416년에 사보이아 공국이 되었고, 에마누엘레 필리베르토 공작은 1563년에 토리노로 천도하면서 사보이아 공국을 이탈리아계 국가로 바꾸었다. 1720년 비토리오 아메데오 2세는 사르데냐 국왕을 자처하였고, 사르데냐 왕국으로의 개칭은 유럽의 수도로서 토리노의 중요성을 증가시켰다.
알바 공화국은 1796년 피에몬테에서 프랑스 제1공화국의 자매 공화국으로 만들어졌다. 새로운 자매  공화국인 피에몬테 공화국은 1798년에서 1799년 사이에 존재했으며, 오스트리아와 러시아 군대에 의해 재점령되었다. 1800년 6월 피에몬테에 세 번째 괴뢰 공화국인 아고산 공화국이 세워졌다. 1801년 프랑스의 완전한 통제하에 놓였고 1802년 9월 프랑스에 합병되었다. 빈 회의로 사르데냐 왕국이 복원되었고, 더 나아가 제노바 공화국의 영토가 사르데냐 왕국에 병합되어 프랑스에 대한 장벽으로 강화했다.
피에몬테는 1820년~1821년과 1848~1849년에 오스트리아 제국에 대항한 전쟁에 실패한 후 1859~1861년 이탈리아 통일을 위한 발판이었다. 이 프로세스는 때때로 피에몬테화(Piedmontization)라고 한다. 그러나 이후 농촌 농민들의 노력으로 무산되었다.
1861년 리소르지멘토 운동으로 이탈리아 왕국이 선포되면서 사보이아 가문은 이탈리아의 국왕이 되었고, 토리노는 초창기 이탈리아 왕국의 수도가 되었다. 그러나 이탈리아 수도가 피렌체로 옮겨진 다음, 다시 로마로 옮겨지면서 피에몬테의 행정적, 제도적 중요성이 줄어들었다. 피에몬테의 역사적 역할에 대한 유일한 인식은 이탈리아의 왕태자가 피에몬테의 왕자로 알려져 있다는 것이었다. 이탈리아 통일 후 피에몬테는 이탈리아 최초의 산업화에서 가장 중요한 지역 중 하나였다.

## 지리

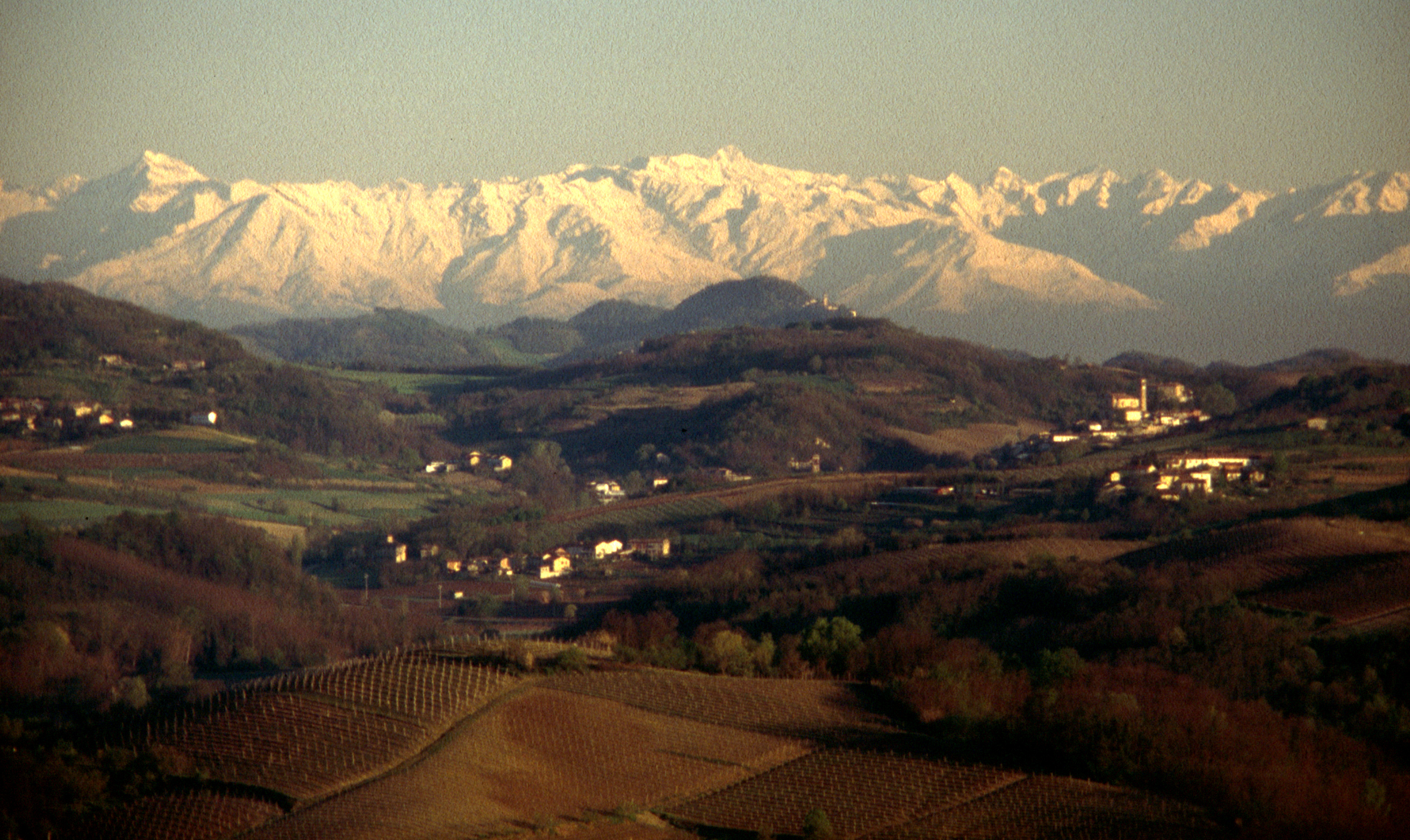
몽페라트 풍경, 배경으로 멀리 알프스가 보임

피에몬테는 포강이 상승하는 몽비조와 몬테로사를 포함하여 3면이 알프스산맥으로 둘러싸여 있다. 프랑스(오베르뉴-론-알프와 프로방스-알프-코트-다쥐르), 스위스(티치노주와 발레주) 및 이탈리아의 롬바르디아, 리구리아, 발레다오스타주와 에밀리아로마냐주와 매우 작은 부분을 접하고 있다. 피에몬테의 지형은 43.3%가 산지이며, 넓은 지역은 언덕(30.3%)과 평야(26.4%)이다.
피에몬테는 이탈리아의 20개 지역 중 시칠리아 다음으로 큰 지역이다. 그것은 이 지역의 서쪽에 있는 몽비조의 경사면에서 솟아나는 이탈리아 최대의 강인 포강의 배수 유역의 상부와 대체로 일치한다. 포강은 3면에서 지역을 둘러싸고 있는 알프스와 아펜니노 산맥에 의해 형성된 반원을 배수한다.
몬테로사와 그란 파라디조의 대산괴의 험준한 봉우리부터 베르첼리와 노바라의 축축한 논, 랑게, 로에로 및 몽페라트의 완만한 언덕에서 평원에 이르기까지 시골은 매우 다양하다. 전체 영토의 7.6%가 보호지역으로 간주된다. 56개의 다른 국립 또는 지역 공원이 있다. 가장 유명한 것 중 하나는 피에몬테와 아오스타 계곡 사이에 있는 그란 파라디조 국립공원이다.
피에몬테는 일반적으로 온화한 기후를 가지고 있으며, 알프스에서는 고도로 올라갈수록 점진적으로 온화하고 춥고 추워진다. 낮은 고도에 위치한 지역에서 겨울은 비교적 춥지만, 비가 많이 내리지 않으며, 종종 화창하며, 강설 가능성이 있으며, 때로는 풍부하다. 반면, 강설은 북동부 지역에서 덜 빈번하고 가끔 발생한다. 여름은 강한 뇌우의 지역 가능성과 함께 뜨겁다.

## 행정 구역
피에몬테주의 행정 구역은 1개 광역시와 7개 도로 구성되어있다. 토리노 광역시에 위치한 도시 토리노는 피에몬테주의 주도이면서, 시청 소재지이다.
| 토리노 광역시 쿠네오도 베르바노쿠시오오솔라도 비엘라도 노바라도 아스티도 알레산드리아도 베르첼리도 | \| 이름 \| 면적 (km2) \| 비고 \| \| ---------------------- \| ---------- \| -------------------------------------------------------------- \| \| 노바라도 \| 1,339 \| 도청 소재지: 노바라 \| \| 베르바노쿠시오오솔라도 \| 2,255 \| 도청 소재지: 베르바니아 \| \| 베르첼리도 \| 2,088 \| 도청 소재지: 베르첼리 \| \| 비엘라도 \| 913 \| 도청 소재지: 비엘라 \| \| 아스티도 \| 1,504 \| 도청 소재지: 아스티 \| \| 알레산드리아도 \| 3,560 \| 도청 소재지: 알레산드리아 \| \| 쿠네오도 \| 6,903 \| 도청 소재지: 쿠네오 \| \| 토리노 광역시 \| 6,821 \| 시청 소재지: 토리노(피에몬테주 주도) 2015년 토리노도에서 개편. \| |                                                                |
| 이름                                                                                               | 면적 (km2) | 비고                                                           |
| 노바라도                                                                                           | 1,339 | 도청 소재지: 노바라                                            |
| 베르바노쿠시오오솔라도                                                                             | 2,255 | 도청 소재지: 베르바니아                                        |
| 베르첼리도                                                                                         | 2,088 | 도청 소재지: 베르첼리                                          |
| 비엘라도                                                                                           | 913 | 도청 소재지: 비엘라                                            |
| 아스티도                                                                                           | 1,504 | 도청 소재지: 아스티                                            |
| 알레산드리아도                                                                                     | 3,560 | 도청 소재지: 알레산드리아                                      |
| 쿠네오도                                                                                           | 6,903 | 도청 소재지: 쿠네오                                            |
| 토리노 광역시                                                                                      | 6,821 | 시청 소재지: 토리노(피에몬테주 주도) 2015년 토리노도에서 개편. |

## 경제
저지대는 비옥한 농업 지대로, 밀, 벼, 옥수수, 포도 등을 경작한다. 이 지역은 이탈리아의 주요 공업 지대로, 피아트의 본사가 있는 토리노가 그 중심이다.
2018년 이 지역의 국내총생산 (GDP)은 1,374 억 유로로 이탈리아 GDP의 7.8%를 차지했다. 구매력 평가 기준 1인당 GDP 는 31,300유로로 같은 해 EU 27개국 평균의 104%이다. 직원 1인당 GDP는 EU 평균의 111%였다.
2006년부터 피에몬테 투자, 수출 및 관광청 은 외부 투자를 촉진하고 피에몬테의 산업 및 관광을 홍보하기 시작했다. 그것은 국제적으로 영토를 홍보하기 위해 기존의 지역 조직이 수행하는 활동을 결합한 최초의 이탈리아 기관이었다.

### 자동차

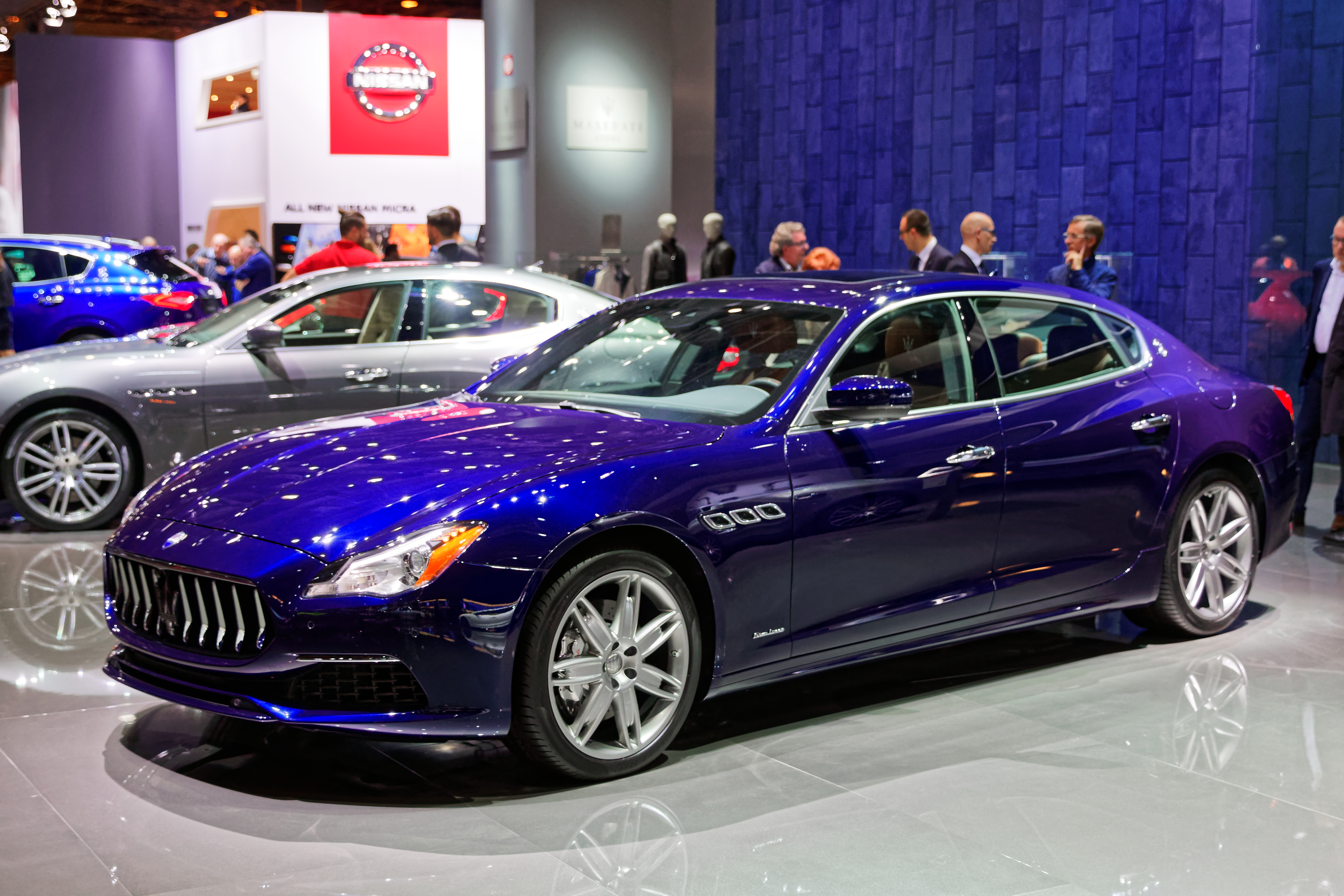
마세라티 콰트로포르테

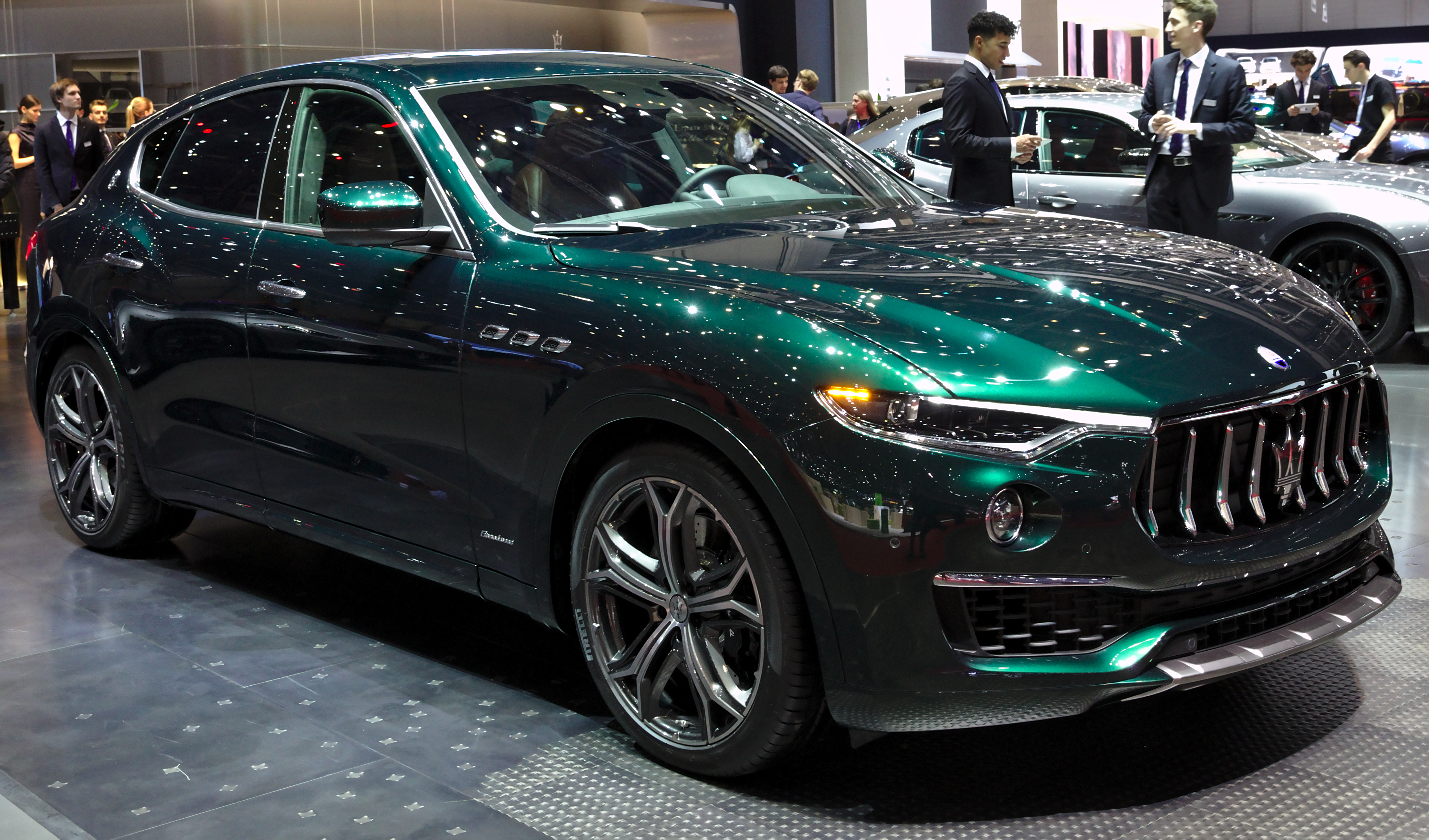
마세라티 르반떼

이 지역에는 주요 산업 중심지가 있으며, 그중 가장 중요한 곳은 피아트 대기업의 본거지인 토리노이다. 그러나 대중 시장의 피아트 자동차는 더 이상 생산되지 않고, 고급 마세라티 자동차(2020년 36,702대)만 소규모로 생산된다. 대부분의 전 피아트 공장은 현재 다른 회사에 속해 있다. 항공우주는 레오나르도, 터보제트 엔진은 제너럴 일렉트릭, 고속 열차는 알스톰, 베어링은 SKF가 소유하고 있다. 피아트는 더 이상 독립 회사로 존재하지 않으며, 자동차 생산은 스텔란티스에 속하며, 트럭, 버스, 트랙터, 농업 및 건설 기계는 독립 회사에서 생산한다. CNH 인더스트리얼(대부분의 제조 활동은 미국에서 이루어지며, 피에몬테에서는 산 마우로 토리네세의 뉴홀랜드 건설 굴착기와 토리노의 이베코 디젤 엔진 만 생산). 둘 다 더 이상 토리노에 본사를 두고 있지 않지만, 일부 연구 개발 센터는 여전히 작동하고 있다.
이전에 유명했던 자동차 디자인 회사도 글로벌 자동차 그룹에 매각되었다. 이탈디자인 주지아로는 폭스바겐, 카로체리아 기아는 포드, 피닌파리나는 마힌드라; 베르토네는 2014년에 파산했다. 자동차 산업의 대규모 쇠퇴로 인해 베네토주(2018년 1,630억 유로) 및 에밀리아로마냐주(2018년 1,610억 유로)와 같은 다른 지역이 GDP에서 피에몬테주(2018년 1,370억 유로)를 능가했으며, 상대적으로 높은 수준을 기록했다. 실업. 이탈리아 자동차 생산의 정점 1989년 222만대로 도달했지만, 2019년(COVID 대유행 이전)에는 92만 유닛에 불과했다. 기존 이태리 자동차 생산도 이제 남이탈리아로 이전했다. 포밀리아노 다르코 (2020년 140,478대), 멜피 (2020년 229,848대), 아테사 (2020년 257,026대)가 원가절감 때문이다.
다음과 같은 자동차 공급업체가 있다.
- 마그네티 마렐리의 베나리아 레알레 및 리발타 디 토리노의 배기 시스템, 전자 시스템, 서스펜션 시스템 및 자동차 조명
- 다나 그란치아노의 듀얼 클러치 변속기, 기어박스, 드라이브라인 및 메카트로닉스 부품
- SKF의 베어링
- 타이어(미쉐린 및 피렐리)

### 전자와 산업 장비
첨단 제조 분야에는 코마우(산업용 로봇) 및 프리마 인더스트리(레이저 장비)와 같은 중요한 회사가 있다. 실리콘 웨이퍼 생산은 MEMC의 노바라에 있다. 한때 스카르마뇨와 이브레아에 공장을 둔 주요 전자 산업이었던 올리베티는 이제 소규모 컴퓨터 서비스 회사로 변해 더 이상 컴퓨터를 생산하지 않는다. 토리노 카셀레에 있는 레오나르도 전자는 공중 임무 시스템과 공중 컴퓨터를 개발 및 제조한다.
기계 제작은 굴착기, 텔레스코픽 핸들러, 산업용 냉장고, 인쇄 기계, 제지 기계, 포장 기계, 유리기계, 터빈 및 고속 열차를 제조하는 피에몬테의 오랜 전통을 가지고 있다.

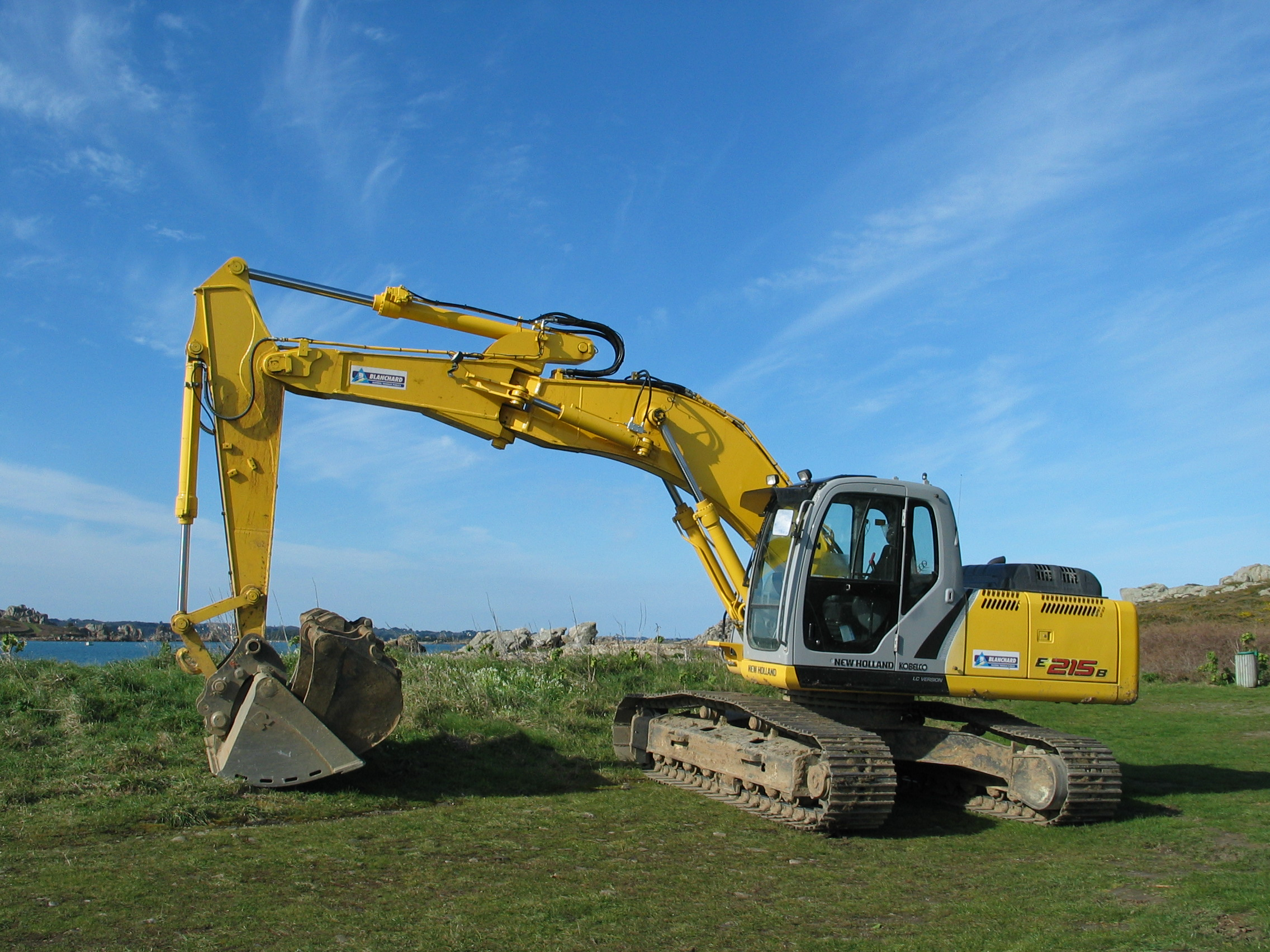
뉴홀랜드 E 215B 굴삭기
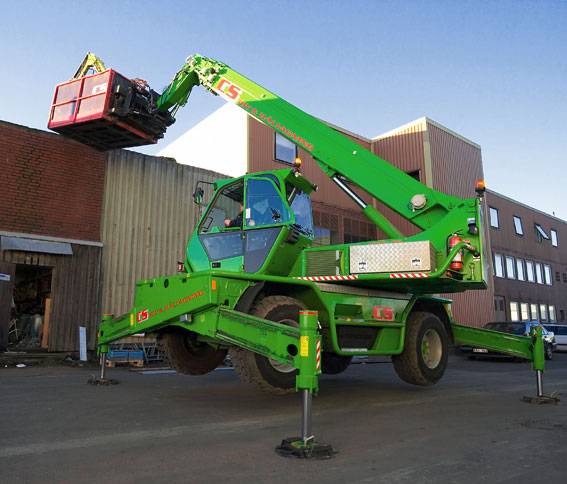
텔레스코픽 핸들러 메를로 로토
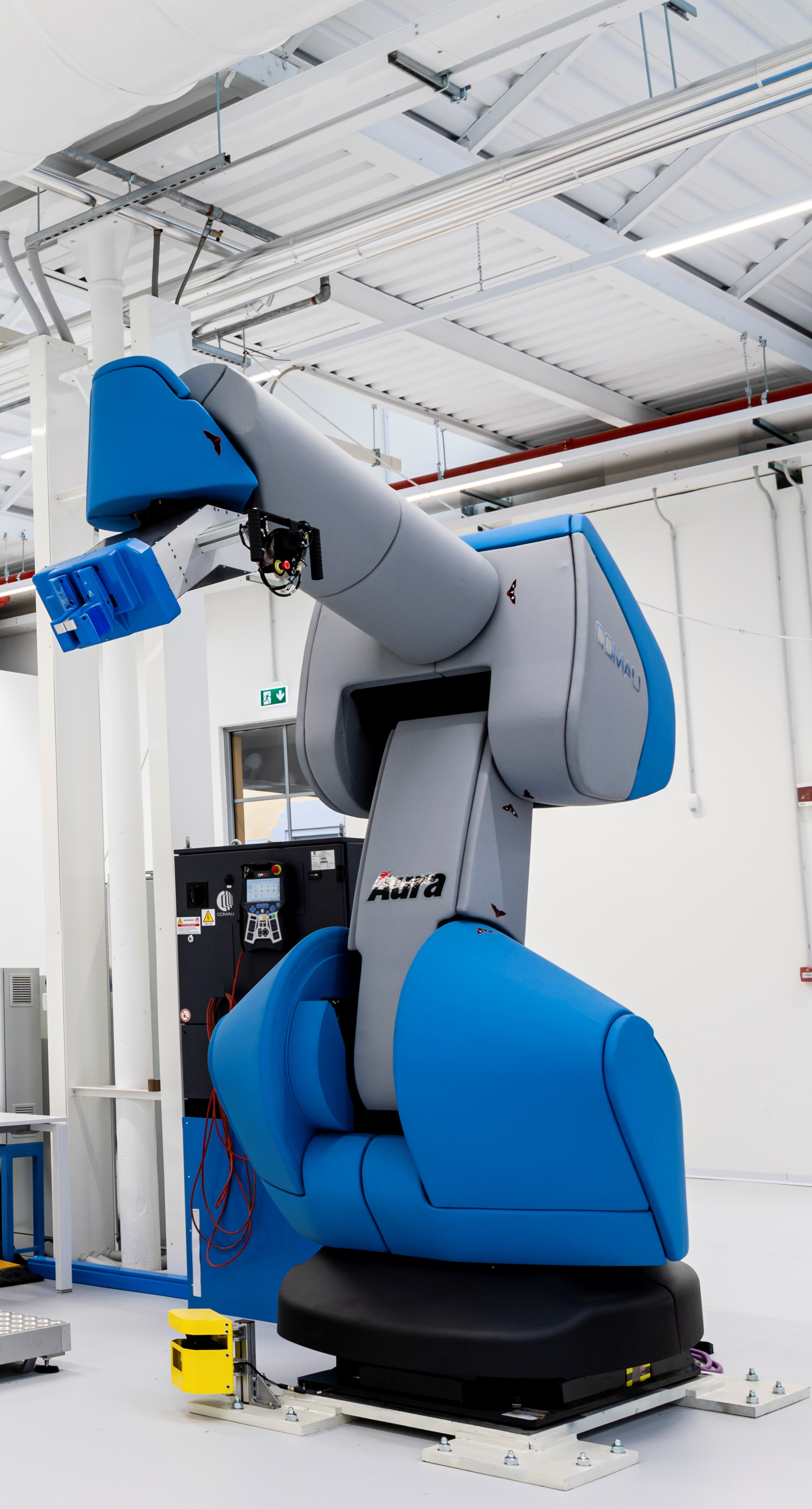
로봇 코마우 아우라
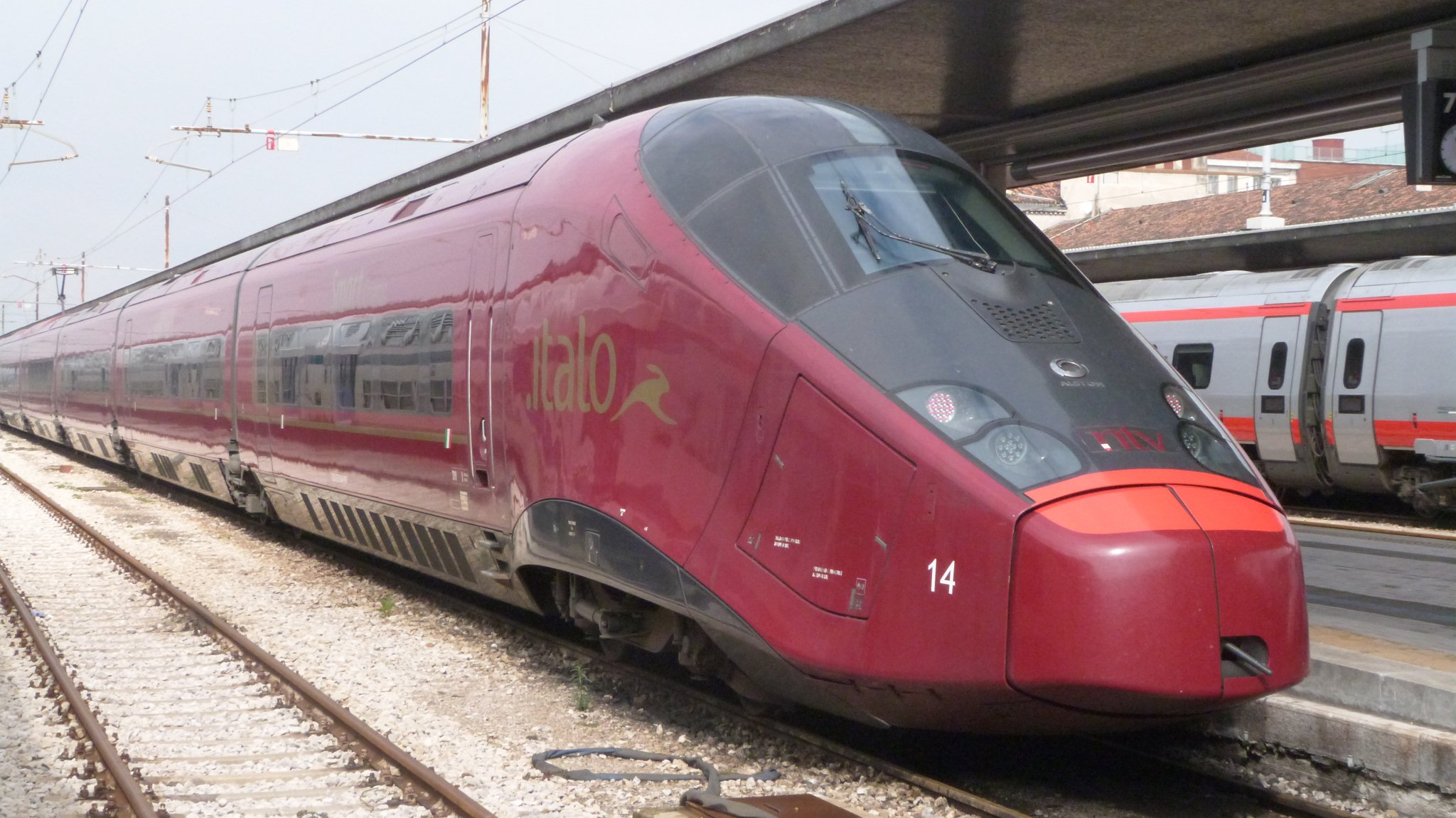
고속철도 AGV (열차)

### 우주와 국방
실제로 피에몬테에서 가장 중요한 산업 중 하나는 공장이 있는 군용 항공 우주이다.
- 레오나르도 항공 토리노-카셀레 (남북), 다목적 공격 제트기 유로파이터 타이푼, 지상 공격 제트기 AMX 및 군용 수송기 C-27J 스파르탄의 최종 조립
- 레오나르도 항공 노바라-카메리, 스텔스 다목적 공격 제트기 록히드 마틴 F-35의 최종 조립
- 리발타 디 토리노, 토리노-사뇨네, 보르그레트에 있는 제너럴 일렉트릭 아비오 아에로, 가스터빈용 기계식 변속기 제조, 주조
- 토리노의 아비오, 로켓 베가의 최종 조립

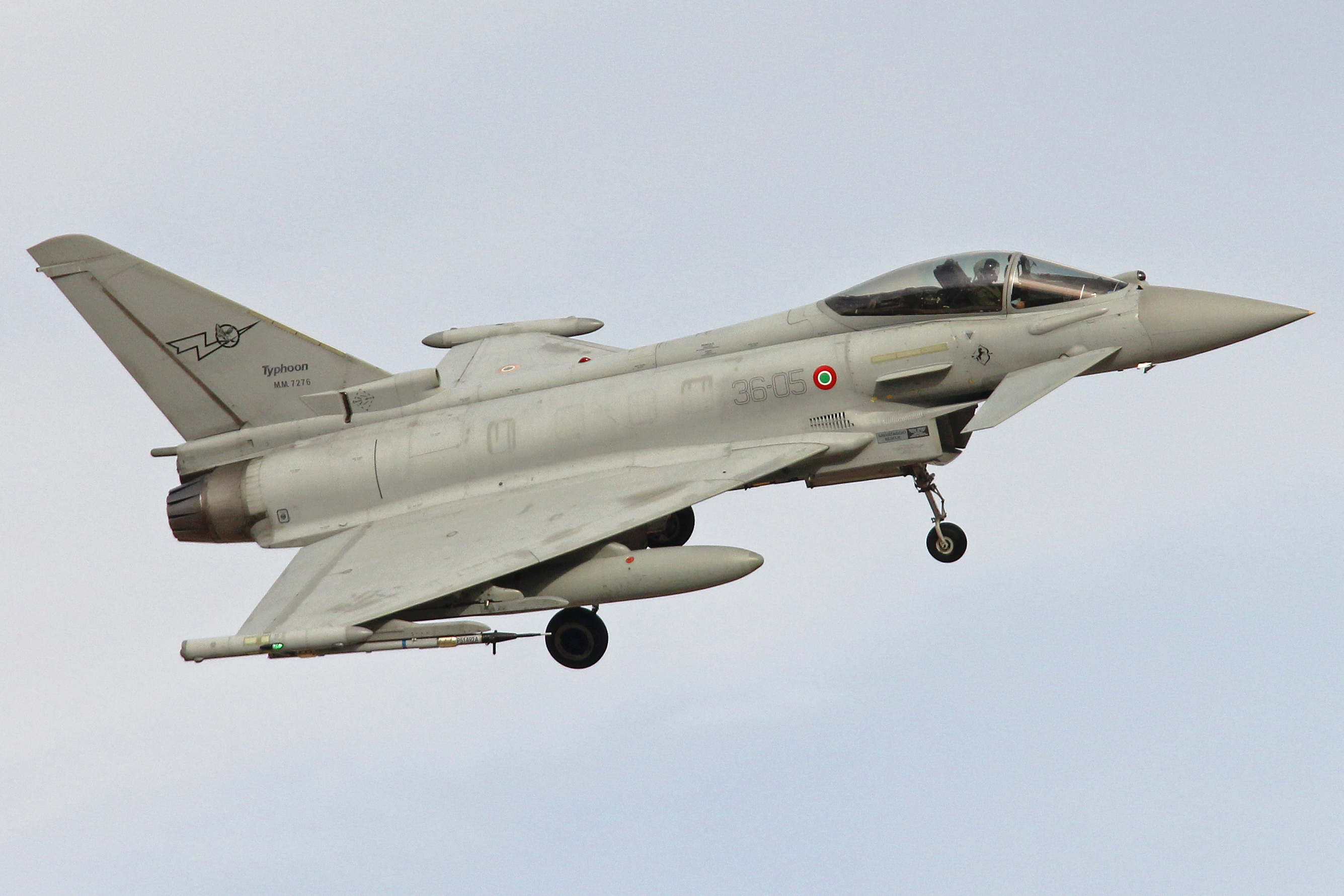
유로파이터 타이푼
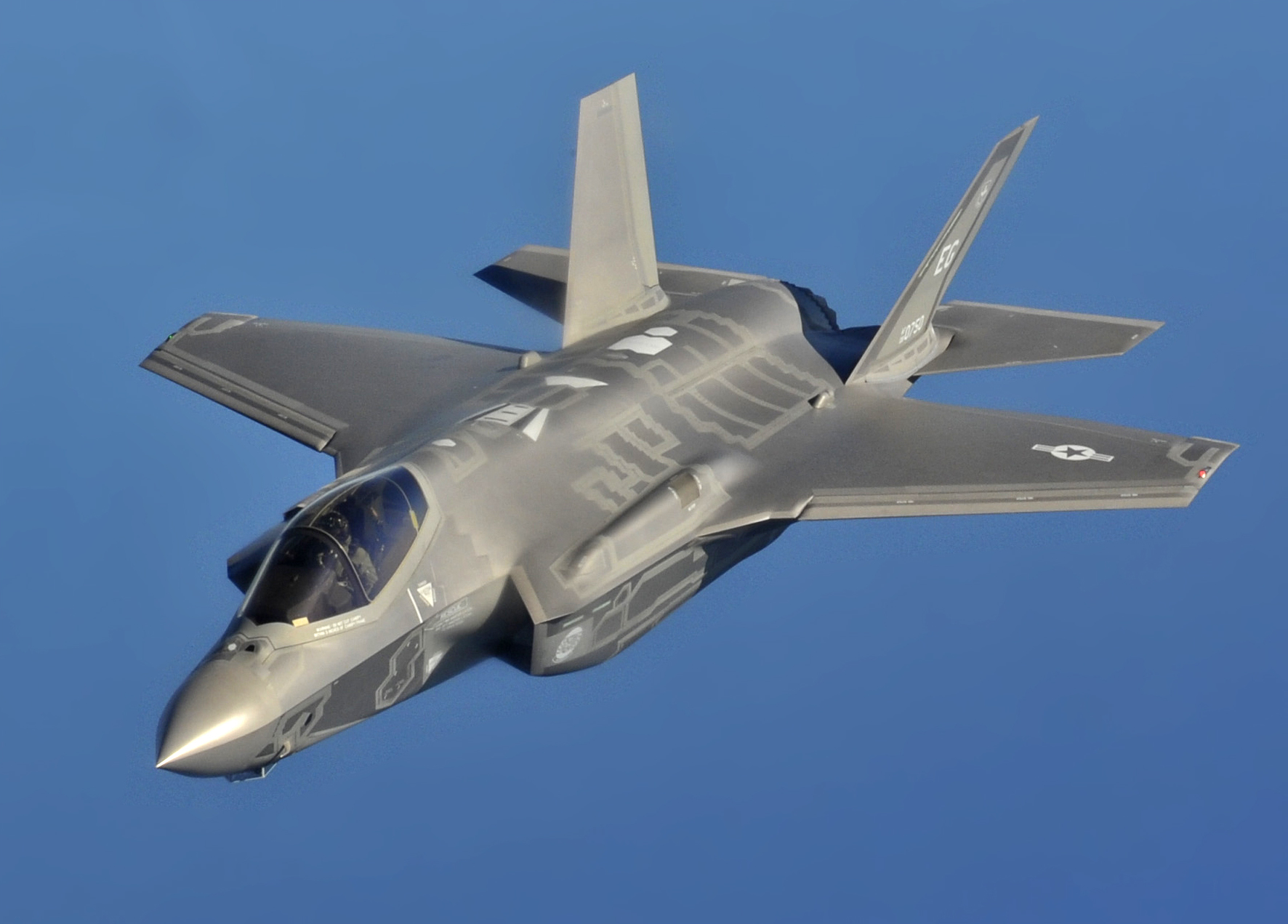
록히드 마틴 F-35
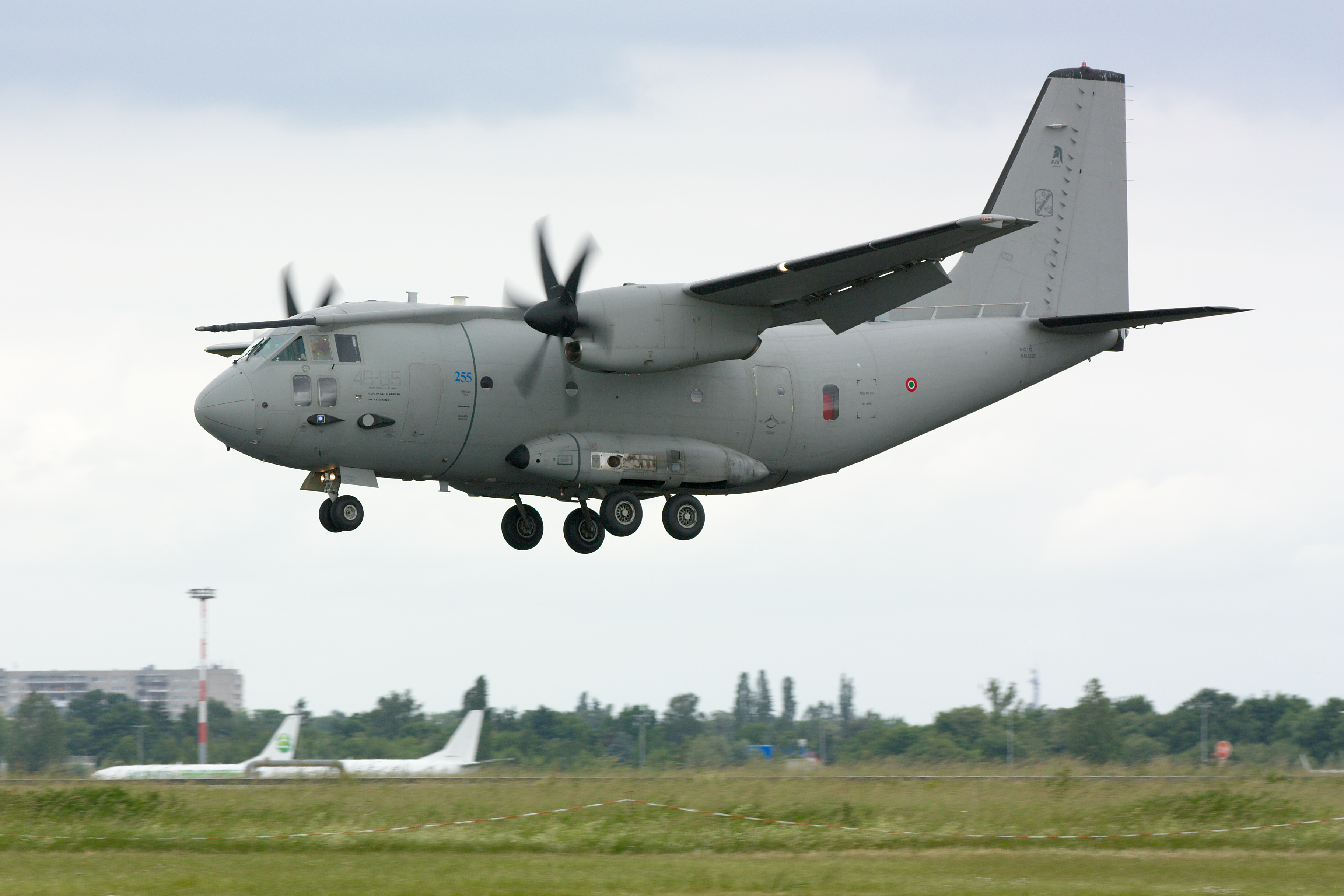
알레니아 C27J 스파르탄
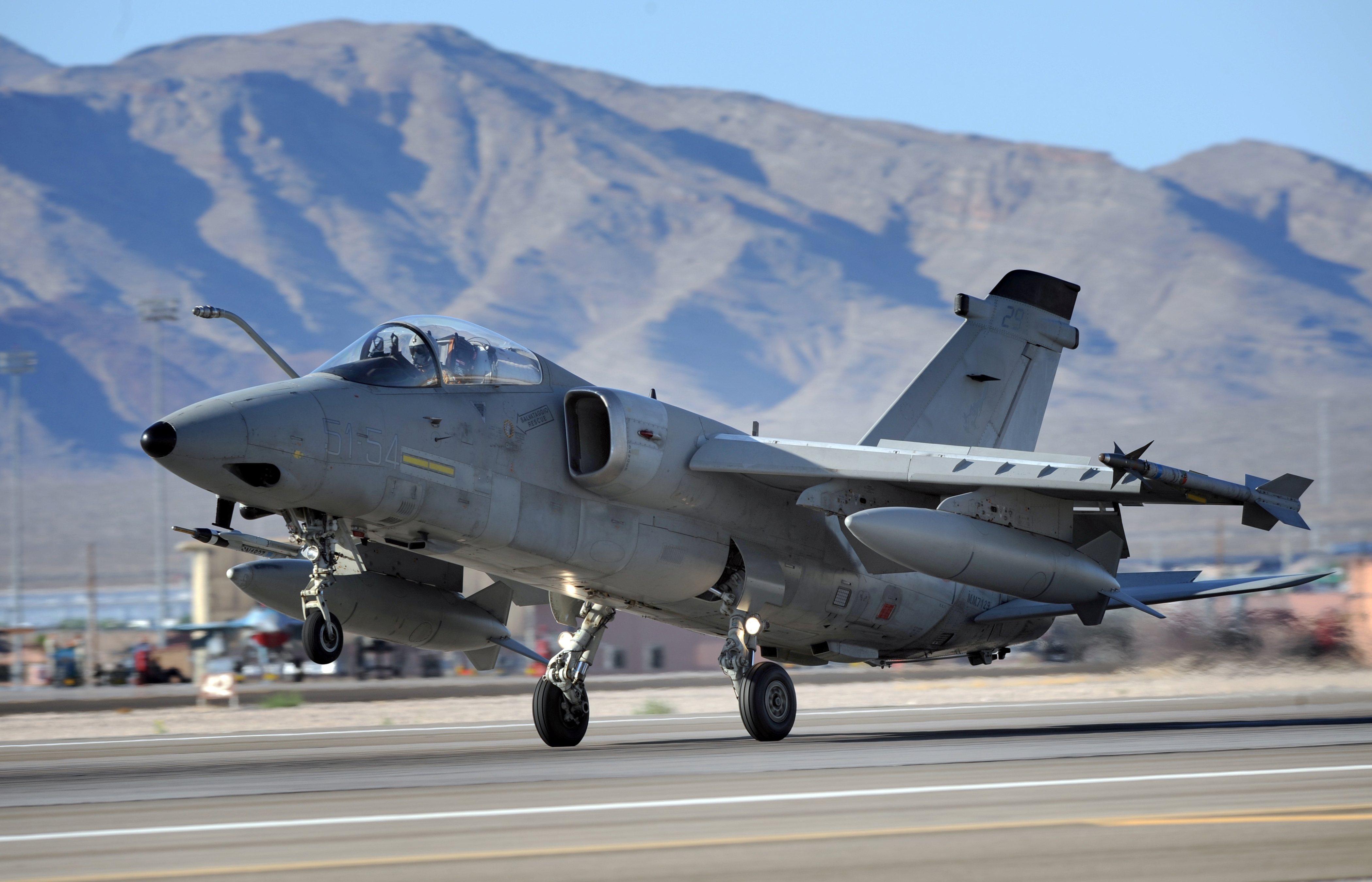
AMX
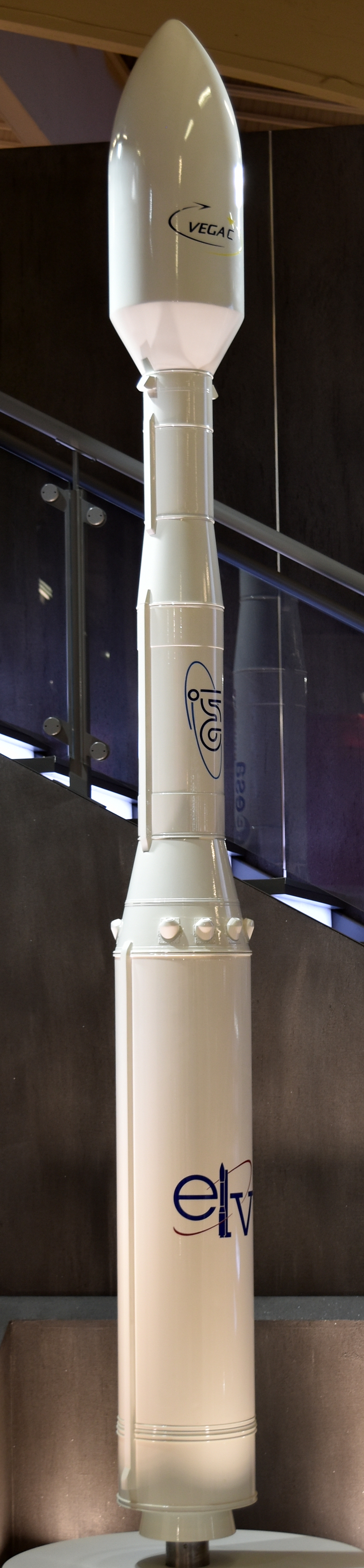
베가 C

### 양모 직조
이탈리아는 여전히 카디드(2018년 71.8%) 및 코움(2018년 73.4%) 울 직물의 세계 최대 수출국이다. 그들은 중국 섬유 수출이 지배하지 못한 두 가지 유형의 직물에 불과하다. 이탈리아에는 3개의 양모 가공 산업 지구가 있으며, 그중 하나가 피에몬테에 있는 비엘라이다.
양모 가공의 몇 가지 기본 단계(완전하지 않음):

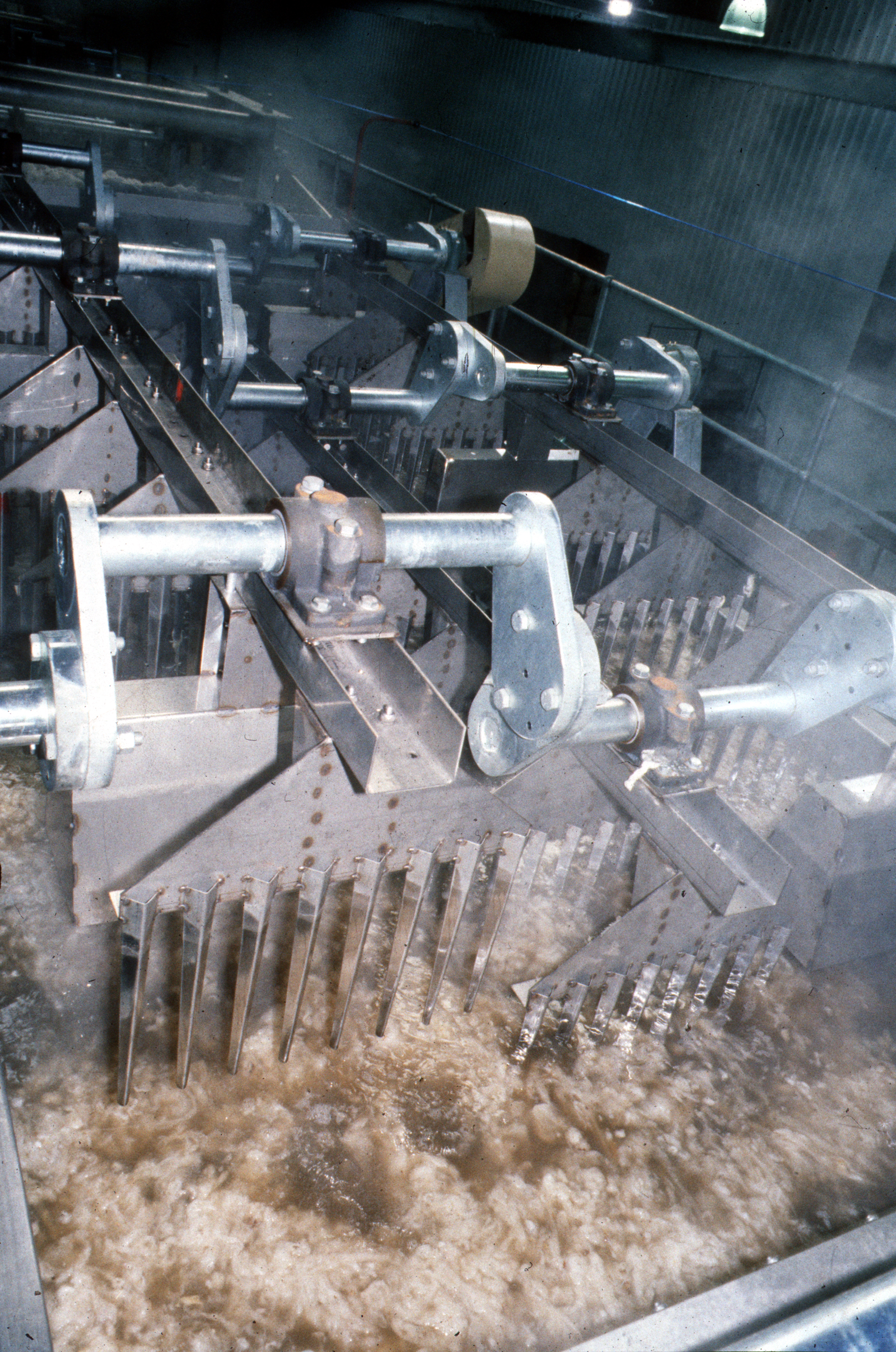
섬유 정련
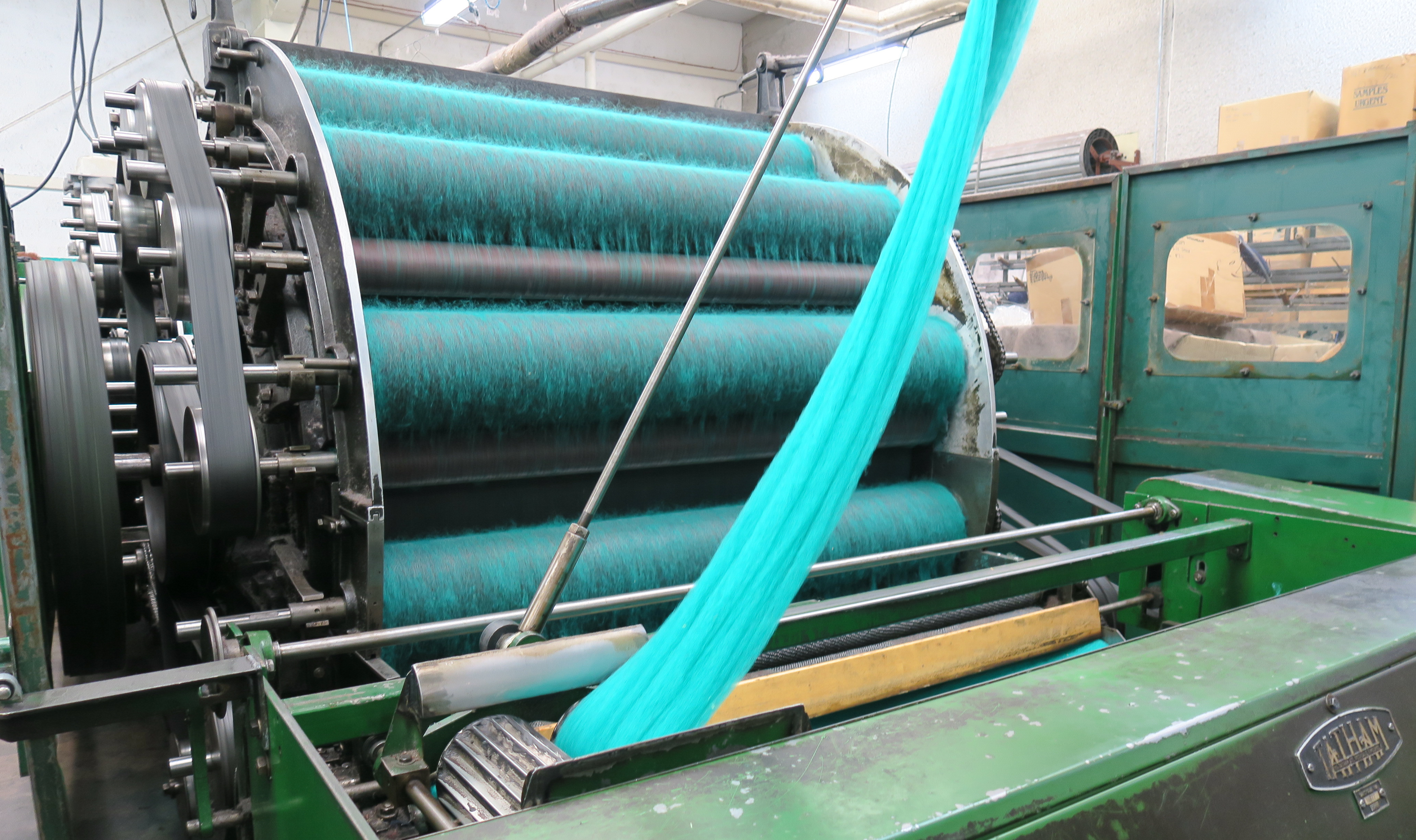
소면 (방적)
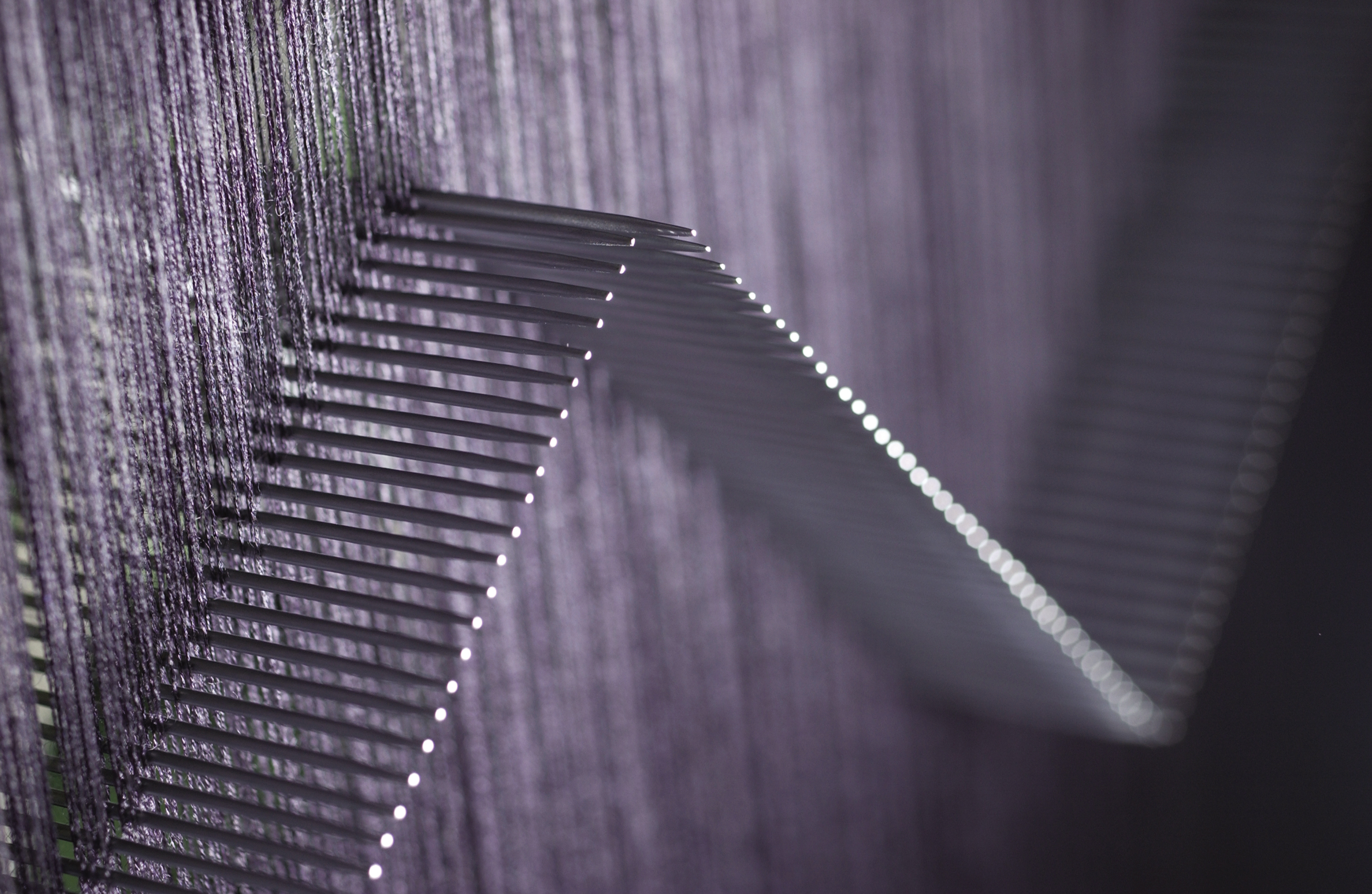
빗질
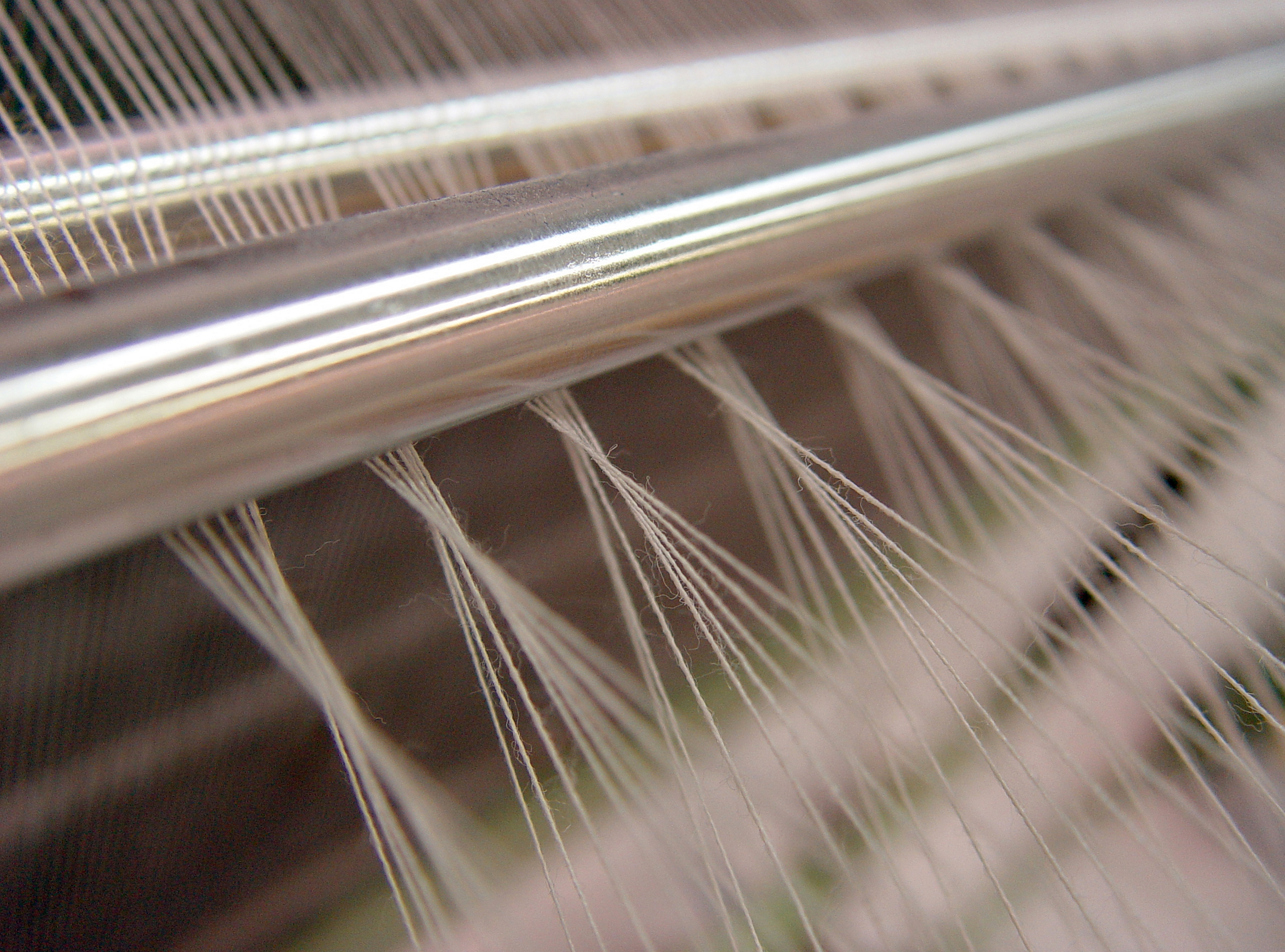
직조

### 보석가공
발렌차 포에는 많은 소규모 회사가 존재하는 4개의 이탈리아 산업 보석 지구 중 하나가 존재하지만, 다미아니, 불가리 및 까르띠에와 같은 대기업의 공장도 있다. (2023년까지 계속 건설 중)

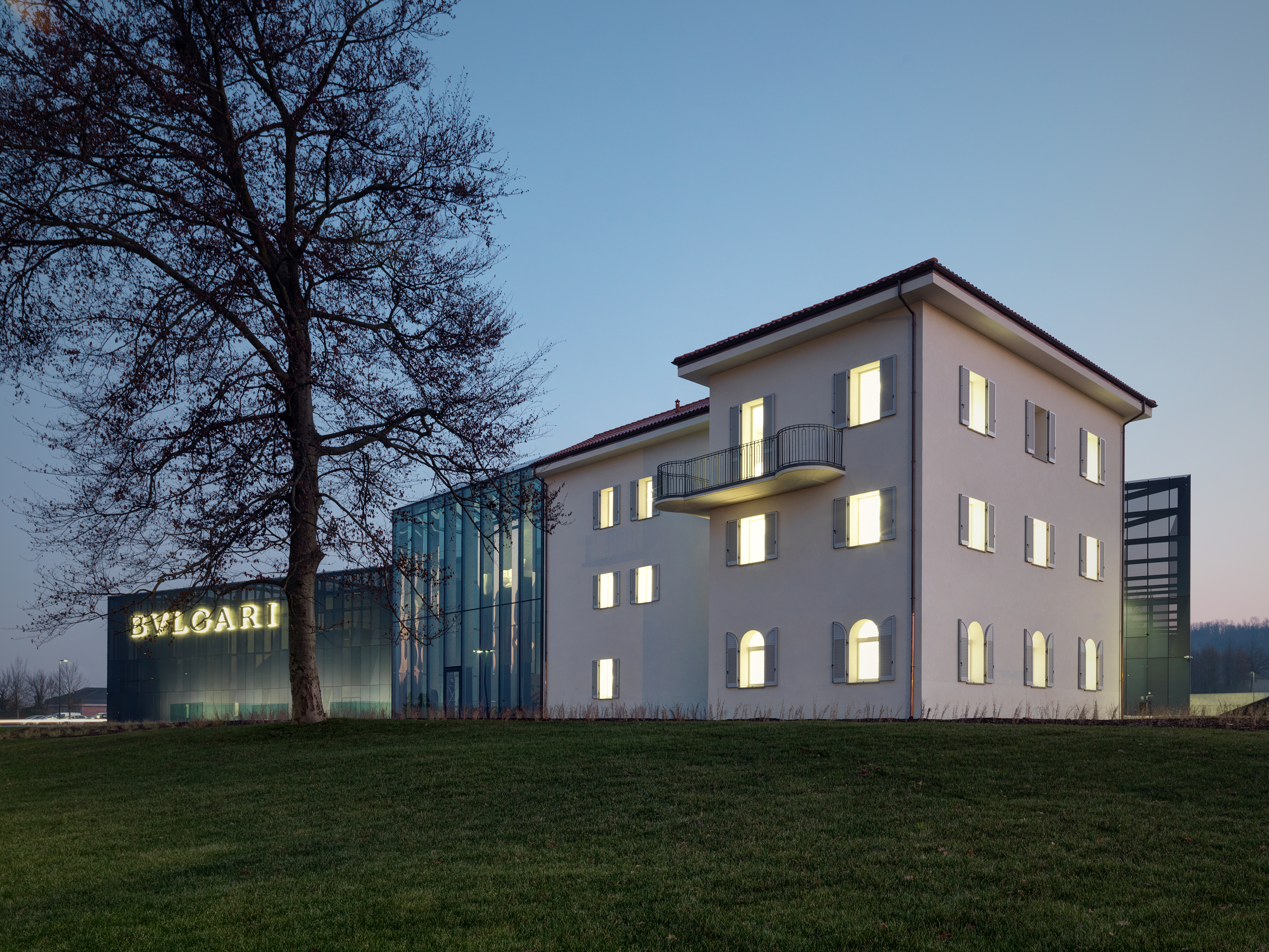
발렌차의 불가리 공장
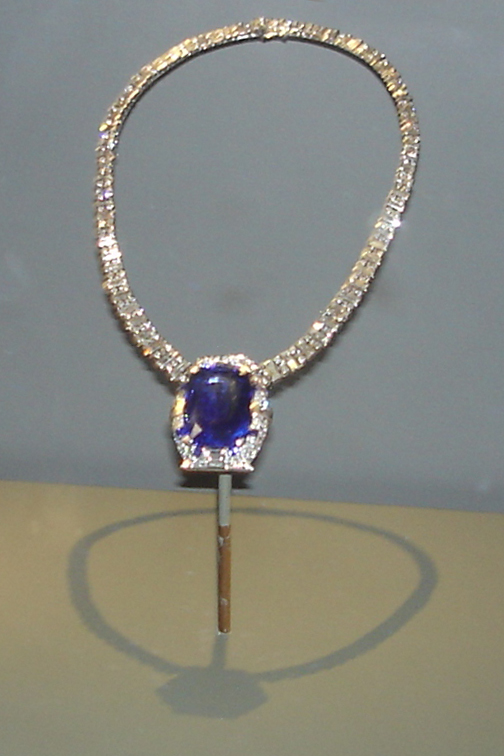
까르띠에: 비스마르크 사파이어 목걸이
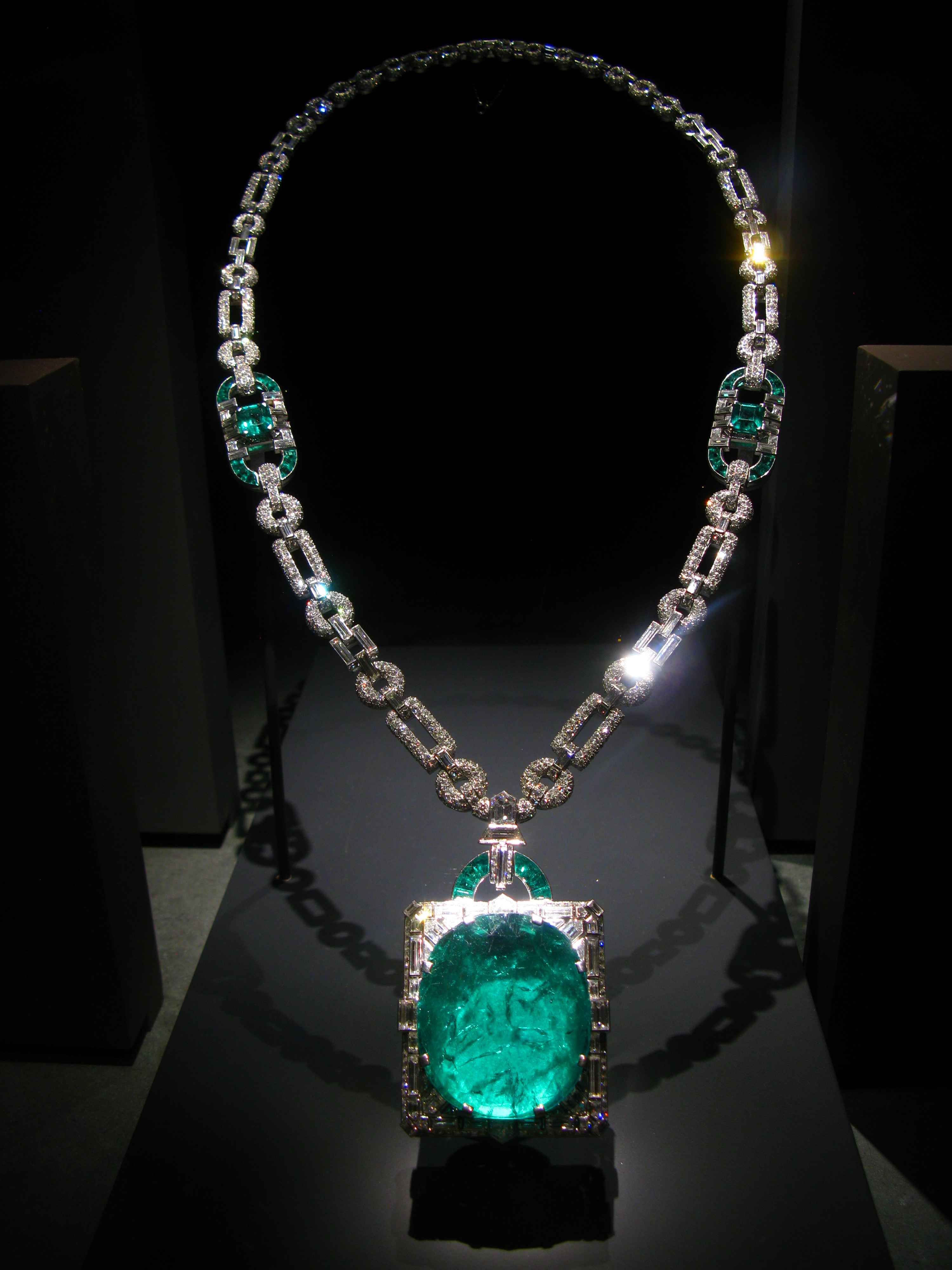
까르띠에: 매케이 에메랄드와 다이아몬드 목걸이

### 식음료
2006년부터 피에몬테 지역은 슬로 푸드 운동과 테라 마드레(Terra Madre)의 시작으로 혜택을 받아왔다. 이 행사는 포 계곡과 이탈리아 북부의 풍부한 농업 및 포도 재배 가치를 강조했다. 식량 도매상 Eataly는 슬로우 푸드와 협력하여 일하고 있다. 피에몬테주는 이탈리아의 제과, 커피, 쌀, 화이트 트러플의 주요 생산지이다. 1,982,718 hl로 양질의 DOC 및 DOCG 와인 생산을 위해 20개 중 3위를 차지했으며 모든 가능한 유형(화이트, 레드, 스위트, 스파클링)의 17 DOCG 와인이 있다. 2019년 피에몬테주는 이탈리아 와인 수출의 16.5%를 차지했으며, 36%로 베네토에 이어 2위를 차지했다. 피에몬테의 대표적인 식품 산업은 다음과 같다.
- 알코올 음료
  - 네비올로, 바르베라 및 돌체토 포도로 고품질의 드라이 레드 와인 생산
  - 양질의 드라이 화이트 와인 생산
  - 돌체토 및 에르발루체 포도로 스위트 화이트 와인 생산
  - 피에몬테에서 발명된 베르무트 생산
  - 스파클링 와인 생산 아스티 스푸만테, 알타 랑가, 가비
- 커피
  - 커피 라바차 생산
  - 커피/초콜릿 리큐어 비체린 생산
- 과자
  - 전통적인 초콜릿 잔두이오토 생산
  - 다양한 종류의 초콜릿과 프랄린 생산
  - 토로네의 생산
  - 달콤한 페이스트 누텔라 생산
  - 비스킷 생산
- 지역특산 별미
  - 알바산 화이트 트러플 및 조미료, 꿀, 살라미 소시지, 프로슈토와 같은 화이트 트러플을 사용한 관련 제품 생산
  - 고품질의 절인 쇠고기 그라디스카 또는 건조 쇠고기 브레사올라 생산
- 시리얼
  - 건조 리소토 믹스 생산

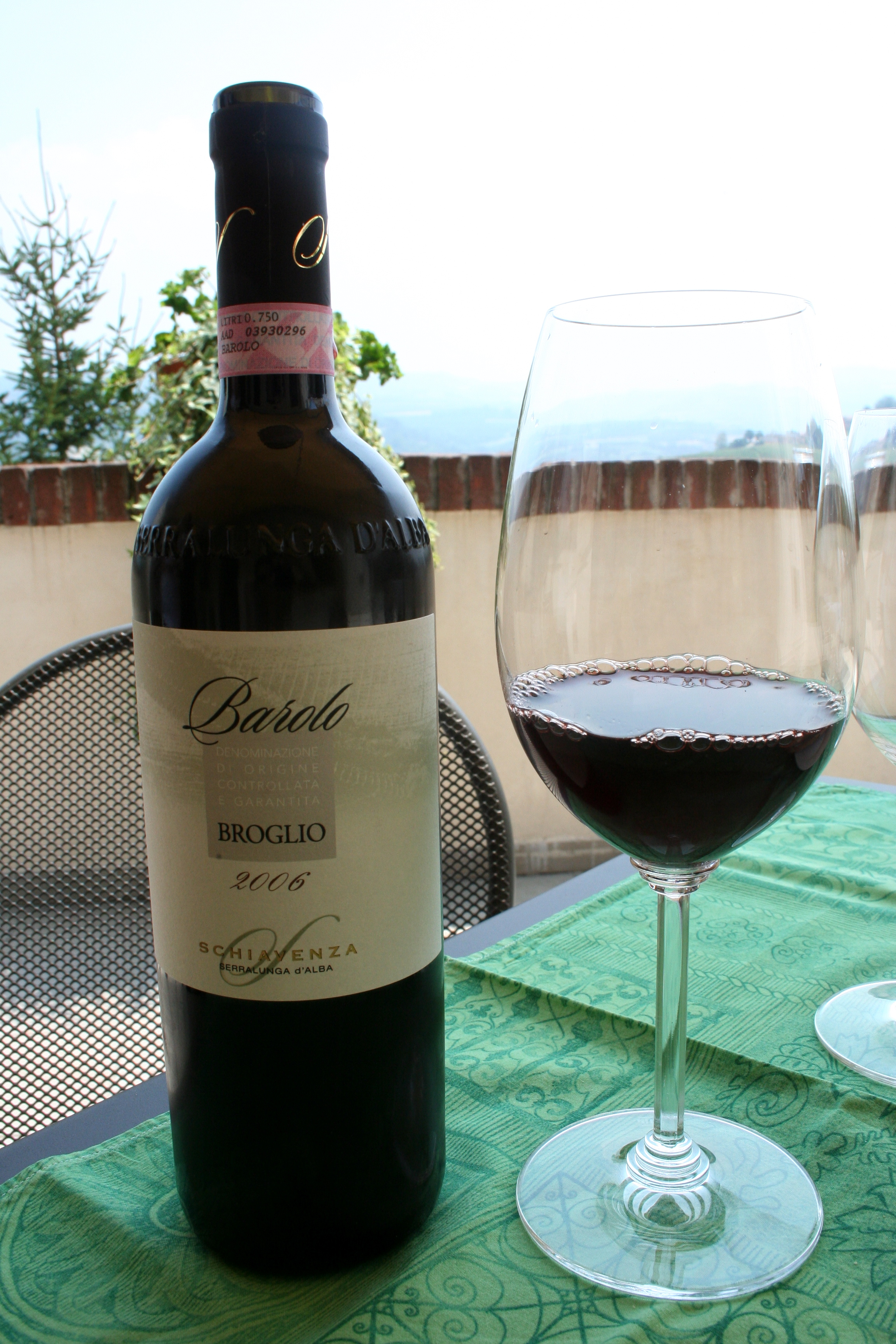
발롤로 와인
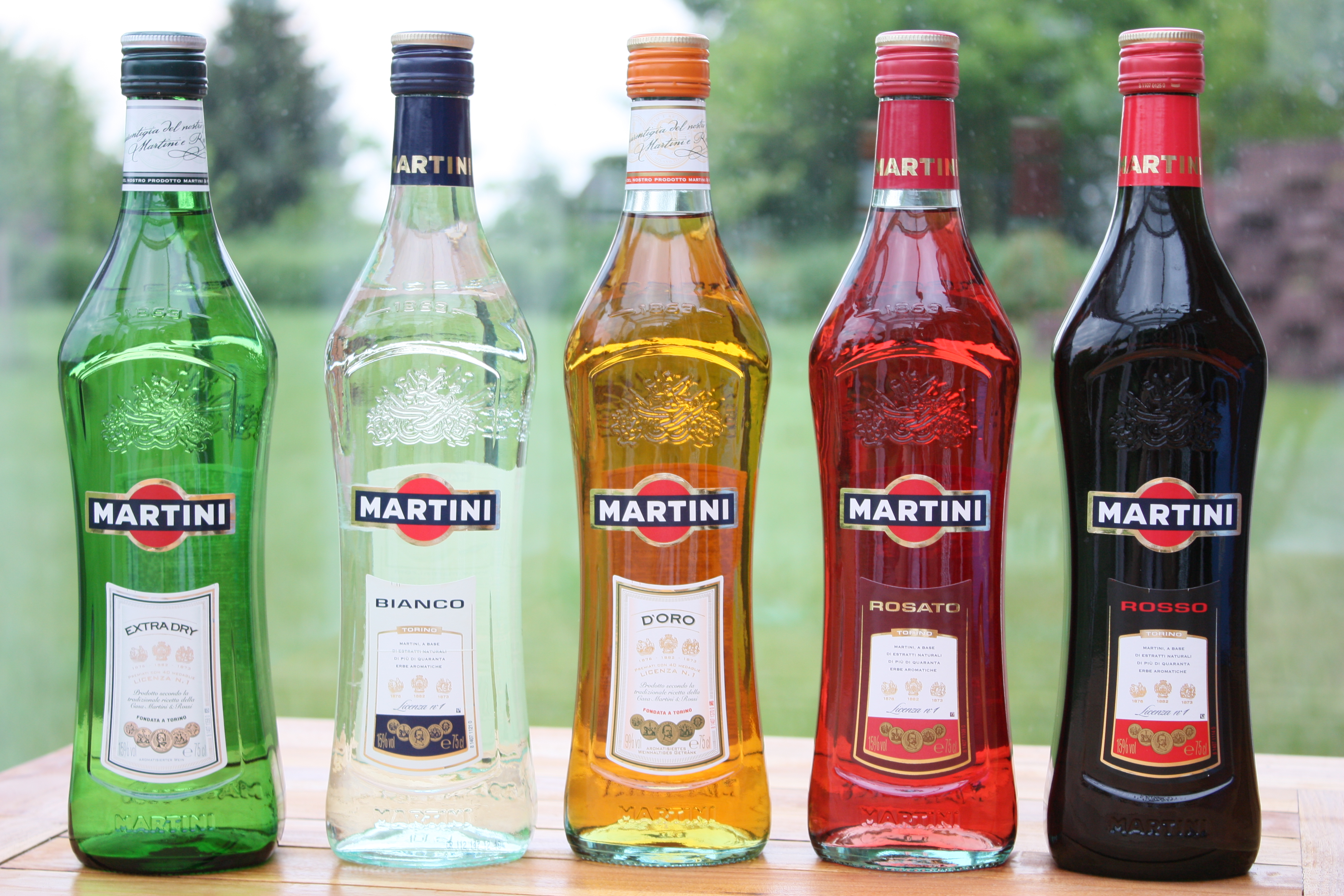
베르무트 마르티니
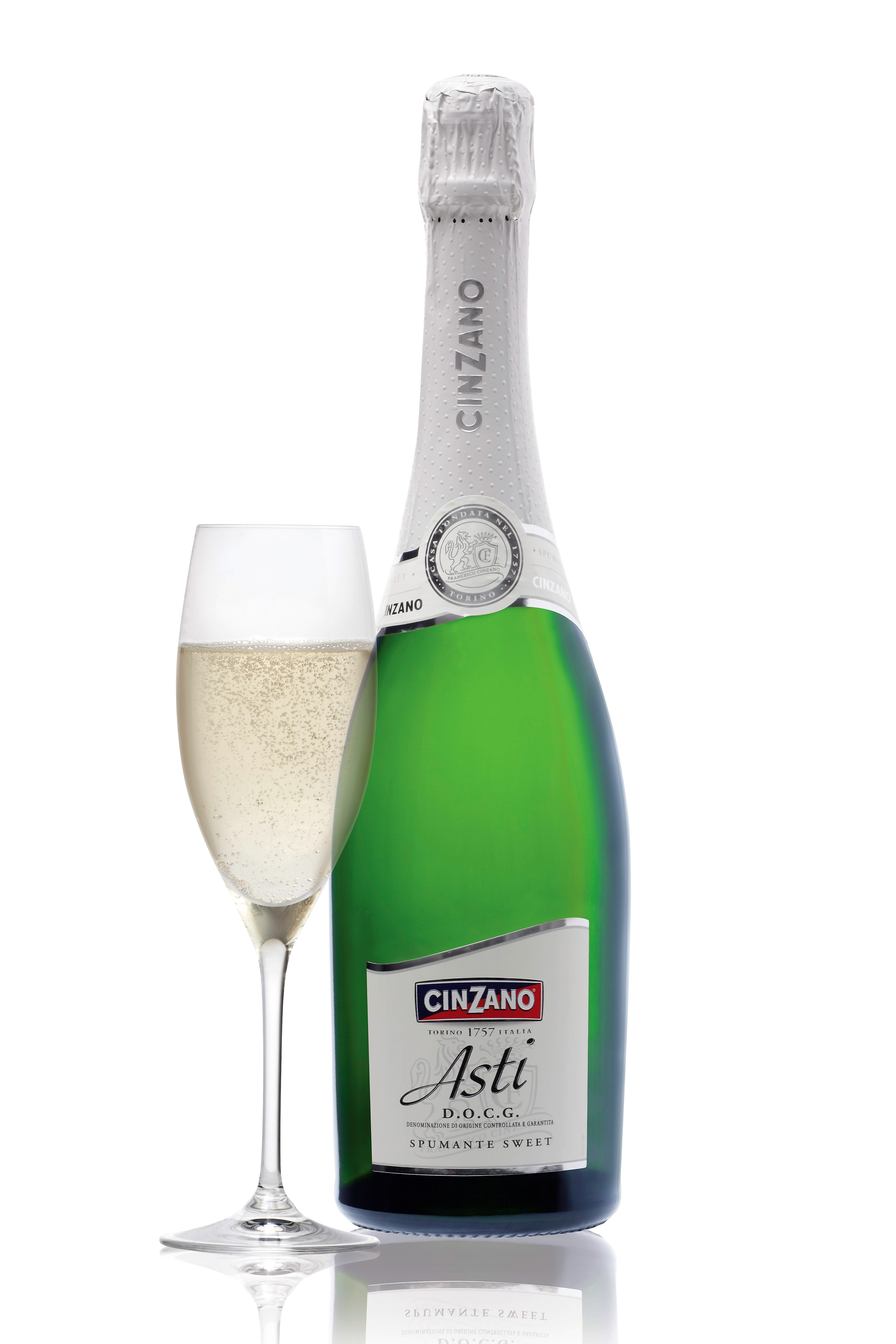
아스티 스푸만테
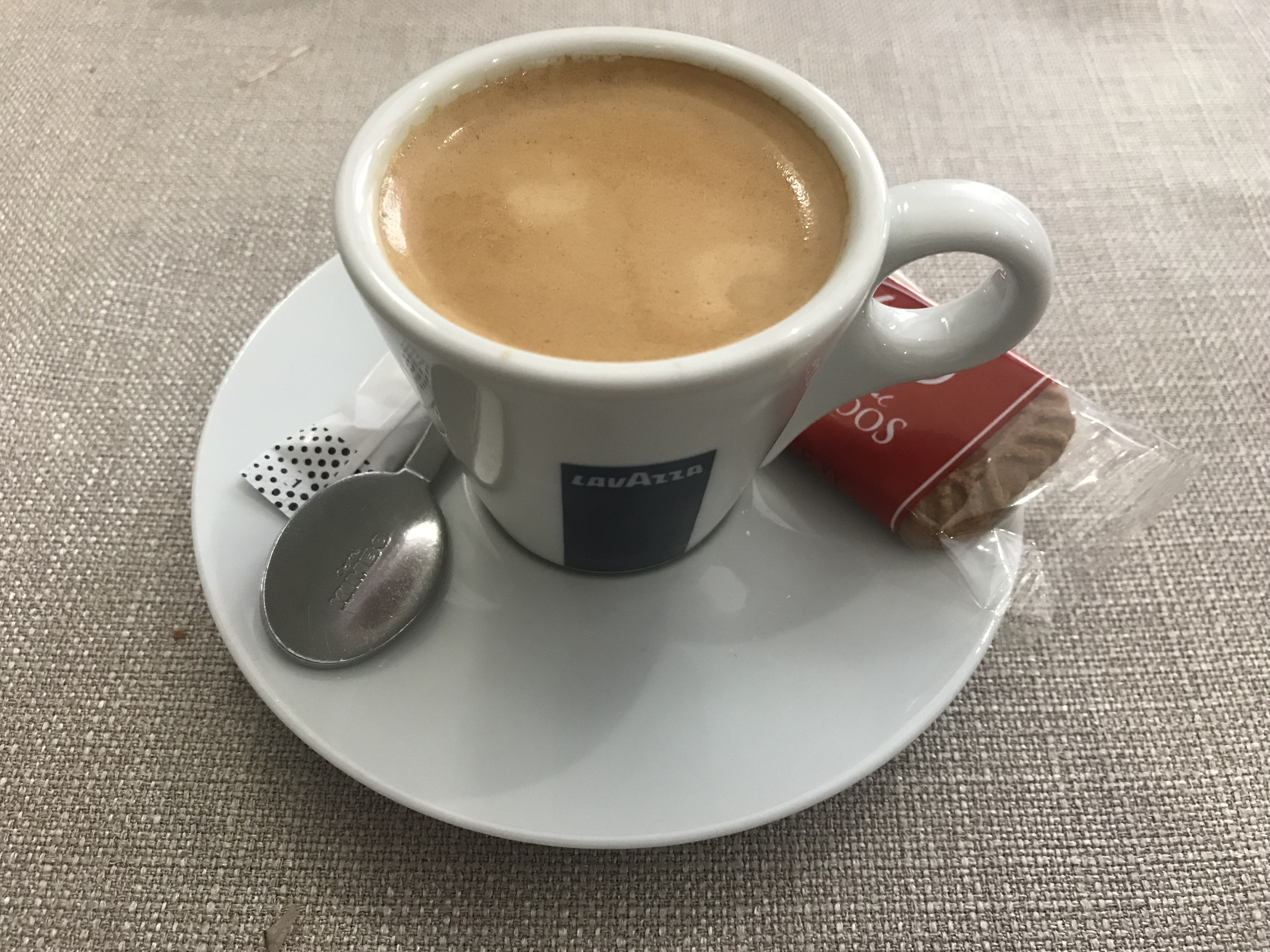
라바짜 커피
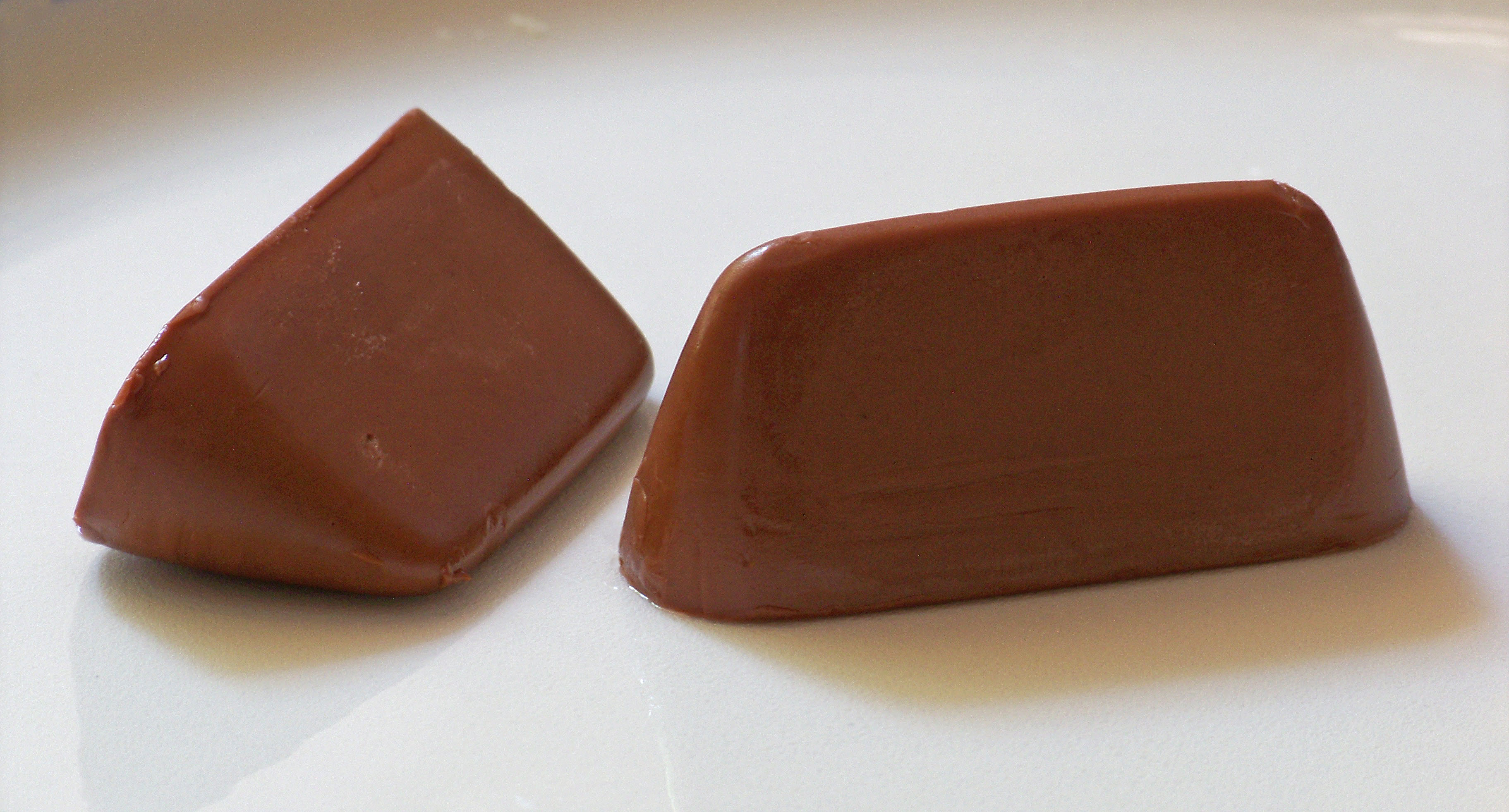
잔두이오토 초콜렛
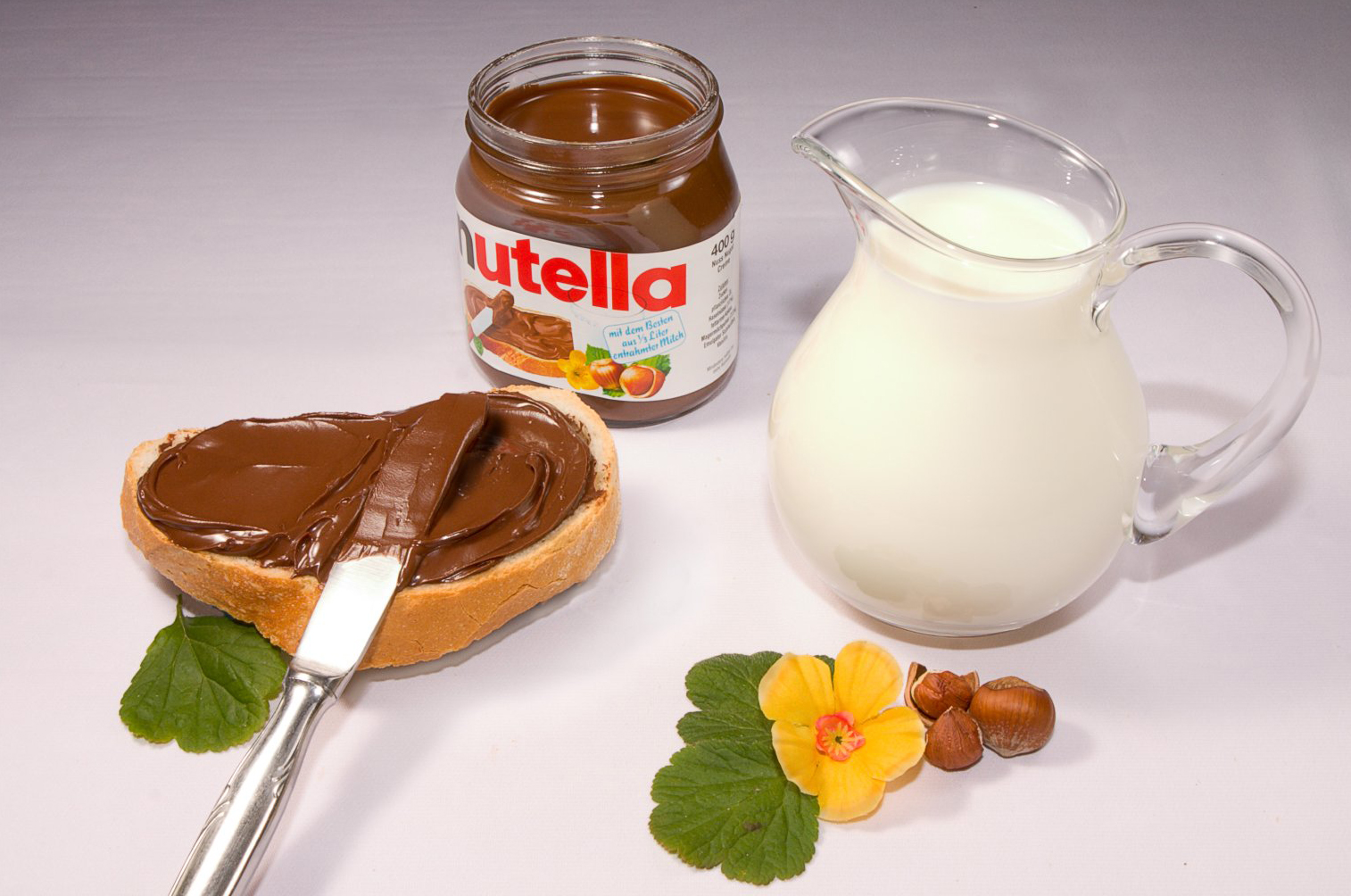
누텔라
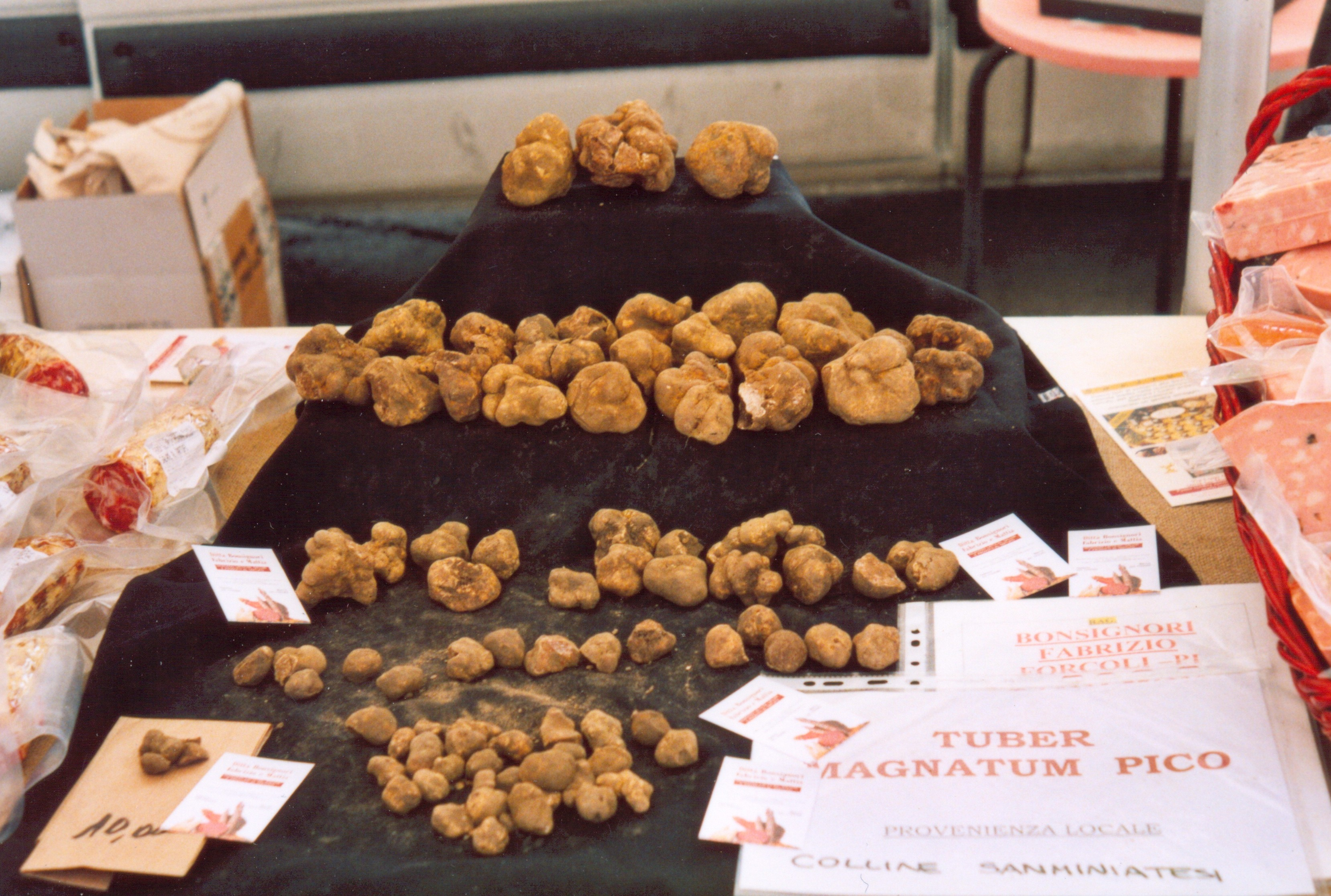
알바산 화이트 트러플
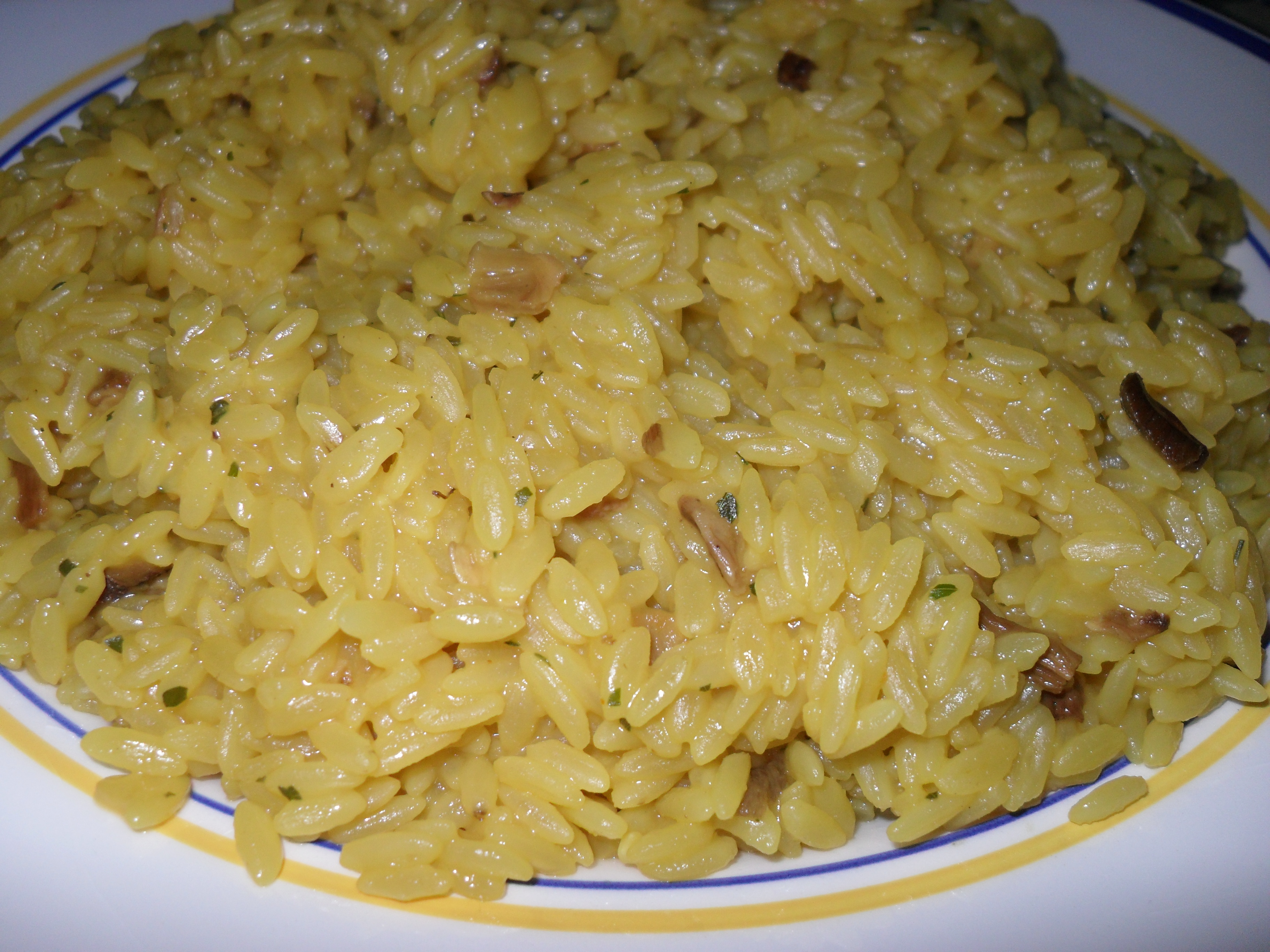
버섯으로 만든 리소토
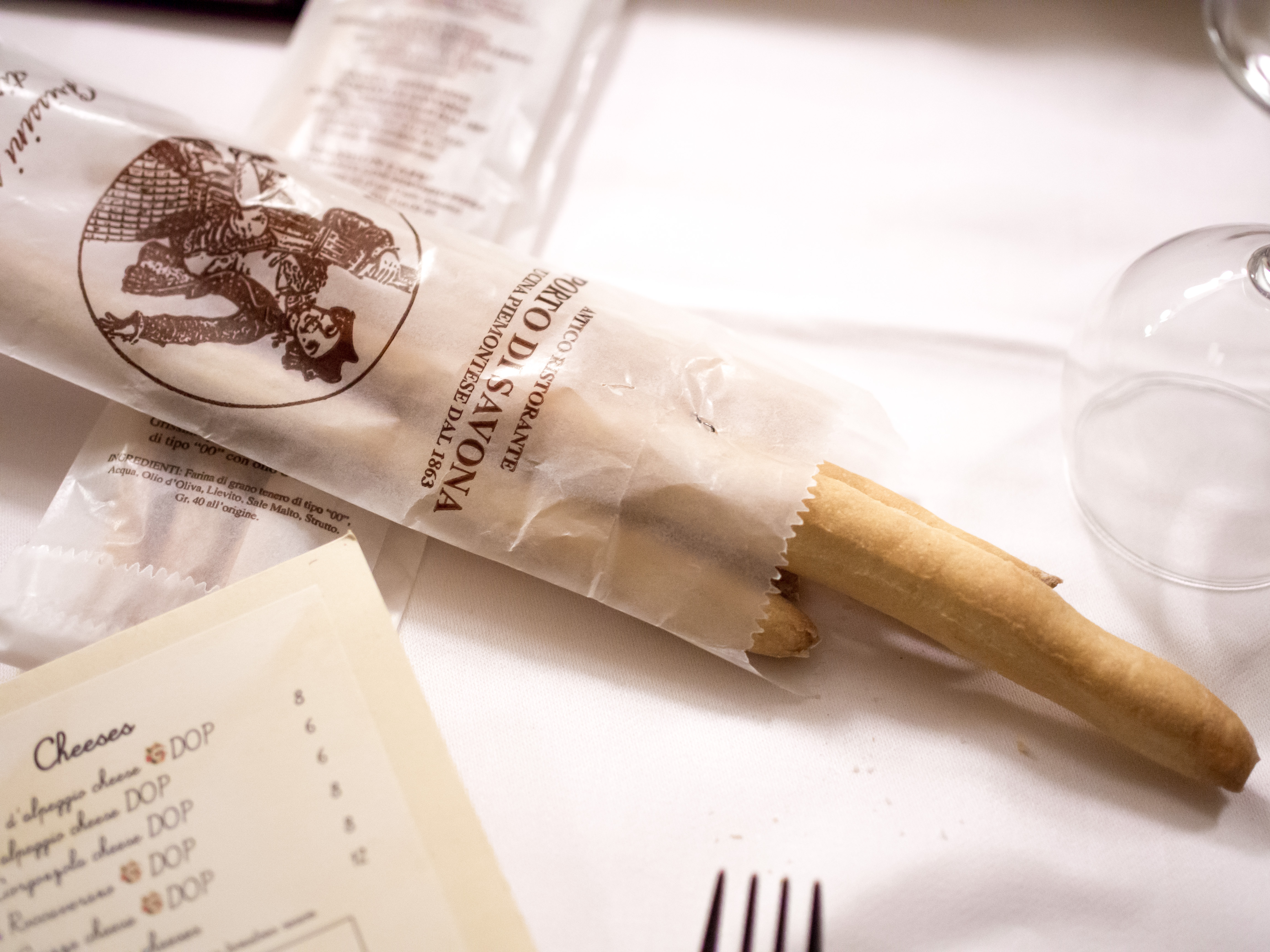
그리시니

### 실업률

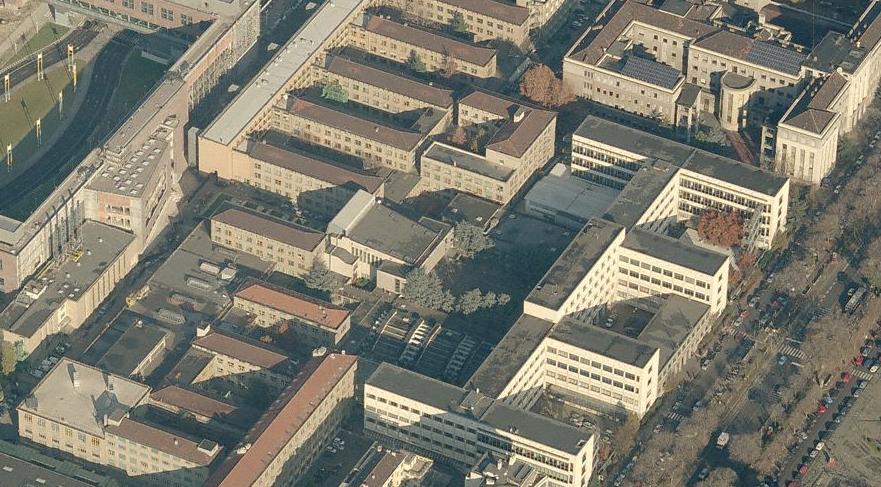
토리노 폴리텍 대학교 캠퍼스

2020년 실업률은 7.5%였다.
| 년도   | 2006 | 2007 | 2008 | 2009 | 2010 | 2011 | 2012 | 2013  | 2014  | 2015  | 2016 | 2017 | 2018 | 2019 | 2020 |
| ------ | ---- | ---- | ---- | ---- | ---- | ---- | ---- | ----- | ----- | ----- | ---- | ---- | ---- | ---- | ---- |
| 실업률 | 4.1% | 4.2% | 5.1% | 6.8% | 7.5% | 7.6% | 9.2% | 10.5% | 11.3% | 10.2% | 9.3% | 9.1% | 8.2% | 7.7% | 7.5% |

### 농업

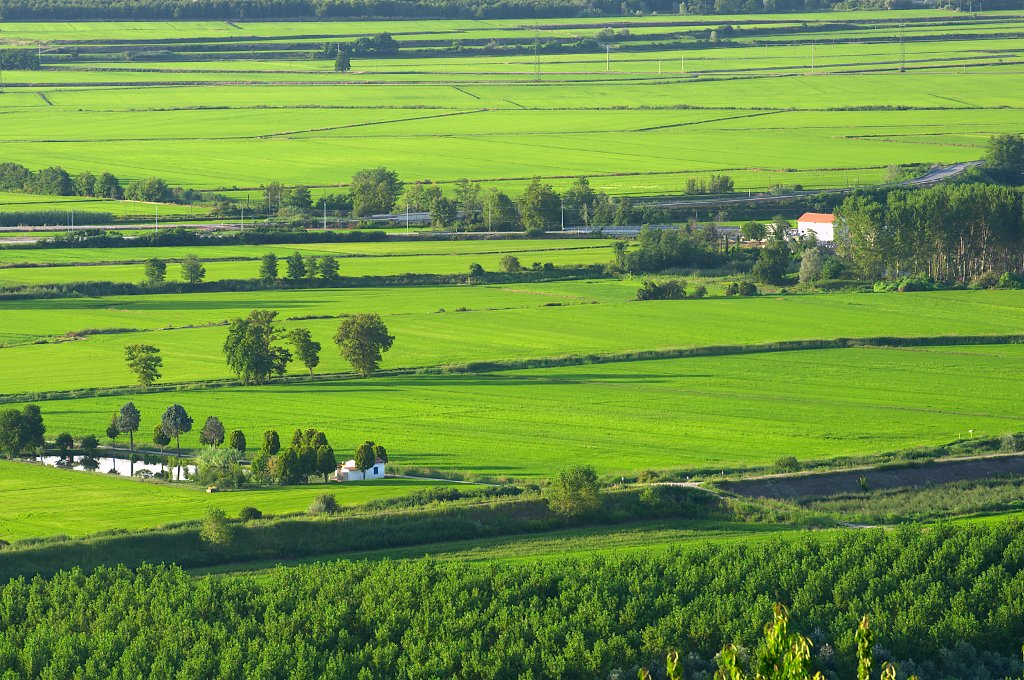
노바라와 베르첼리 사이의 논

피에몬테주 저지는 비옥한 농업 지역이다. 피에몬테주의 주요 농산물은 쌀을 포함한 곡물이며, 국가 생산량의 10% 이상을 차지한다. 옥수수, 포도주 양조용 포도, 과일, 우유 등이 있다. 2000년에 800,000두 이상의 소가 있는 가축 생산은 피에몬테주의 총 농업 생산의 절반을 차지한다.
피에몬테는 이탈리아의 위대한 포도주 양조 지역 중 하나이다. 700k㎡의 포도밭 중 절반 이상이 DOC 지정으로 등록되어 있다. 알바 근처의 랑게에서 바롤로와 바르바레스코와 같은 유명한 와인을 생산하고 아스티 주변의 포도밭에서 모스카토 다스티와 반짝이는 아스티 와인을 생산한다. 아스티 시는 토리노에서 동쪽으로 약 55km 떨어진 타나로강 평야에 있으며, 몬페라토에서 가장 중요한 중심지 중 하나이다. 세계에서 가장 잘 알려진 이탈리아 와인 생산지 중 하나로 2014년 6월 22일 유네스코 세계 문화 유산으로 공식 지정되었다. 토착 포도 품종에는 네비올로, 바르베라, 돌체토, 프레이사, 그리뇰리노, 브라케토 등이 있다.

### 관광
피에몬테의 관광업은 75,534명의 직원을 고용하고 있으며, 1,473개의 호텔 및 기타 관광 숙박 시설과 함께 환대 및 요식업 부문에서 운영되는 17,367개의 회사와 관련되어 있다. 이 부문은 26억 7천 1백만 유로의 매출을 창출하며, 이는 이탈리아 관광에 대한 총 추정 지출 80,196백만 유로의 3.3%이다. 이 지역은 외국인 방문객과 이탈리아의 다른 지역에서 온 방문객 모두에게 인기가 있다. 2002년에는 총 2,651,068명의 입국자가 있었고, 그중 1,124,696명(42%)이 외국인이었다. 피에몬테의 전통적인 주요 관광 지역은 전체 숙박의 32.84%를 차지하는 호수 구역(‘피에몬테의 리비에라’)와 26.51%를 차지하는 토리노 광역시 지역이다.
2006년 토리노에서는 2006년 동계 올림픽이 개최되었고, 2007년에는 2007년 동계 유니버시아드가 개최되었다. 알파인 관광은 알라냐 발세시아 및 세스티리에레와 같은 고도로 발달된 몇몇 역에 집중하는 경향이 있다. 1980년경에 장거리 하이킹 프로그램인 GTA(Grande Traversata delle Alpi)는 인적이 드문 외딴 계곡의 다양성에 더 많은 관심을 끌기 위해 만들어졌다.
피에몬테의 관광 산업 내에서 왕궁 주거지 시스템을 참조해야 한다. 우선 1997년부터 유네스코 세계문화유산에 등재되어 있고, 두 번째로 이탈리아의 다른 지역에서는 찾아볼 수 없는 이 지역의 특성을 반영하고 있다. 사보이 왕가의 저택은 피에몬테의 역사적, 문화적 유산에 속해 있으며, 오늘날에는 관광 분야에서 중심적인 역할을 하고 있다. 관광산업이 여러 참여자와 이해관계자의 융합으로 특징지어지는 현실에서 왕궁과 같은 시스템이나 네트워크의 구축은 경쟁우위는 물론 영토 전체에 대한 부가적인 이익을 의미한다. 따라서 관광이 오래 지속되는 가치 창출의 핵심 요소이며, 협력 및 협력적인 관점에서 일하는 것이 필수적이라는 점을 고려하면 왕실 주거지의 네트워크는 주목할 가치가 있는 사례이다.

## 인구통계
피에몬테주의 인구 밀도는 전국 평균보다 낮다. 2008년에는 약 200명의 전국 수치와 비교하여 k㎡당 174명의 주민과 동일했다. 토리노 광역시는 k㎡당 335명의 주민이 있는 반면 베르바노-쿠시오-오솔라는 인구 밀도가 가장 낮은 지역으로 k㎡당 72명의 주민이 있다.
피에몬테주의 인구는 자연적인 마이너스 균형(연간 약 3~4%)의 결과인 1980년대 내내 감소 추세를 따랐지만, 1986년 이후 이주 균형은 이민으로 인해 다시 플러스가 되었다. 인구는 1990년대에도 안정적으로 유지되었다.
토리노 대도시 지역은 남부 이탈리아와 베네토에서 온 이민자들의 증가로 인해 1950년대와 1960년대에 빠르게 성장했으며, 오늘날에는 약 2백만 명의 인구가 있다. 2008년 현재 이탈리아 국립 통계 연구소(ISTAT)에 따르면 310,543명의 외국 태생 이민자가 피에몬테주에 거주하며, 이는 전체 지역 인구의 7.0%에 해당한다. 대부분의 이민자들은 동유럽(주로 루마니아, 알바니아, 우크라이나 출신)에서 왔으며, 아프리카 이민자들로 구성된 소규모 공동체를 이루고 있다.

## 교육
피에몬테주의 경제는 이탈리아의 일부 주요 대학을 포함하여 고등 교육에 대한 국가 지원의 풍부한 역사를 기반으로 한다. 피에몬테에는 유명한 토리노 대학교, 토리노 폴리테크닉 대학교, 동피에몬테 대학교, 그리고 최근에는 유엔 지역간 범죄 및 사법 연구소가 있다.

## 교통

### 육지
프레주 도로 터널과 콜레디텐다 터널과 몽제네브르 고개를 통해 이웃한 프랑스와 연결된다. 피에몬테는 또한 심플론 고개와 그랑 생베르나르 고개를 통해 스위스와 연결된다. 아로나에서 시작하여 로카르노에서 끝나는 피에몬테 동부를 가로지르는 일반 도로를 통해 스위스에 도달할 수 있다. 스위스 국경에서. 이 지역은 이탈리아 지역 중 가장 긴 고속도로 네트워크(약 800km)를 보유하고 있다. 그것은 토리노에서 방사되어 이탈리아의 다른 지역뿐만 아니라 지역의 다른 지역과 연결된다. 2001년 인구 1천 명당 승용차 대수는 623대(전국 평균 575대 이상)였다.
토리노-밀라노 고속철도가 있으며, 이동 시간은 단 52분이다.

### 항공
토리노 공항은 국내선과 국제선이 있으며, 2019년(COVID-19 전염병 이전)에 3,952,158명의 승객과 3,334톤의 화물을 처리한다.

## 같이 보기
- 토리노 전투
- 마렝고 전투
- 서알프스산맥